# Świnoujście

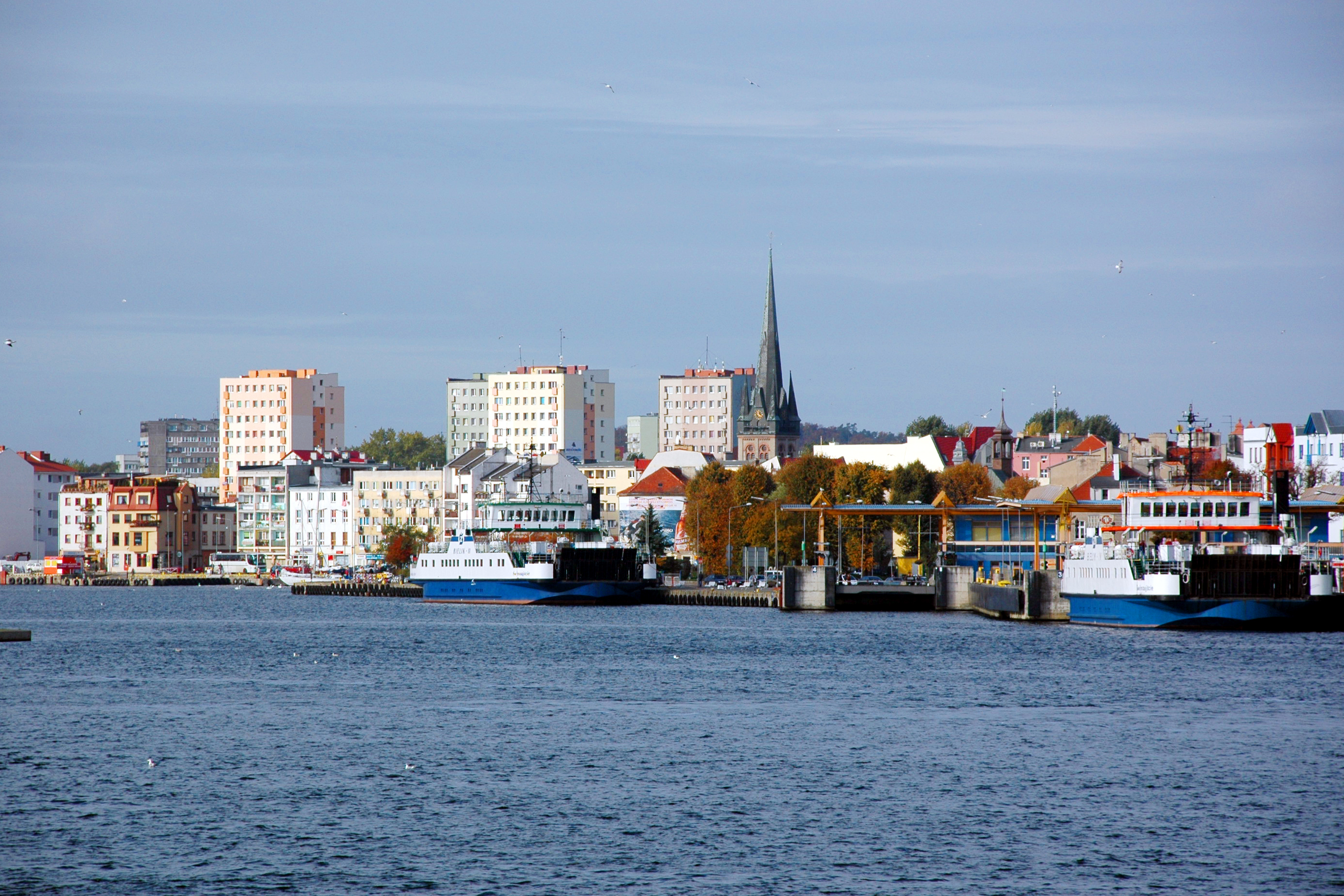
Stadt-Panorama

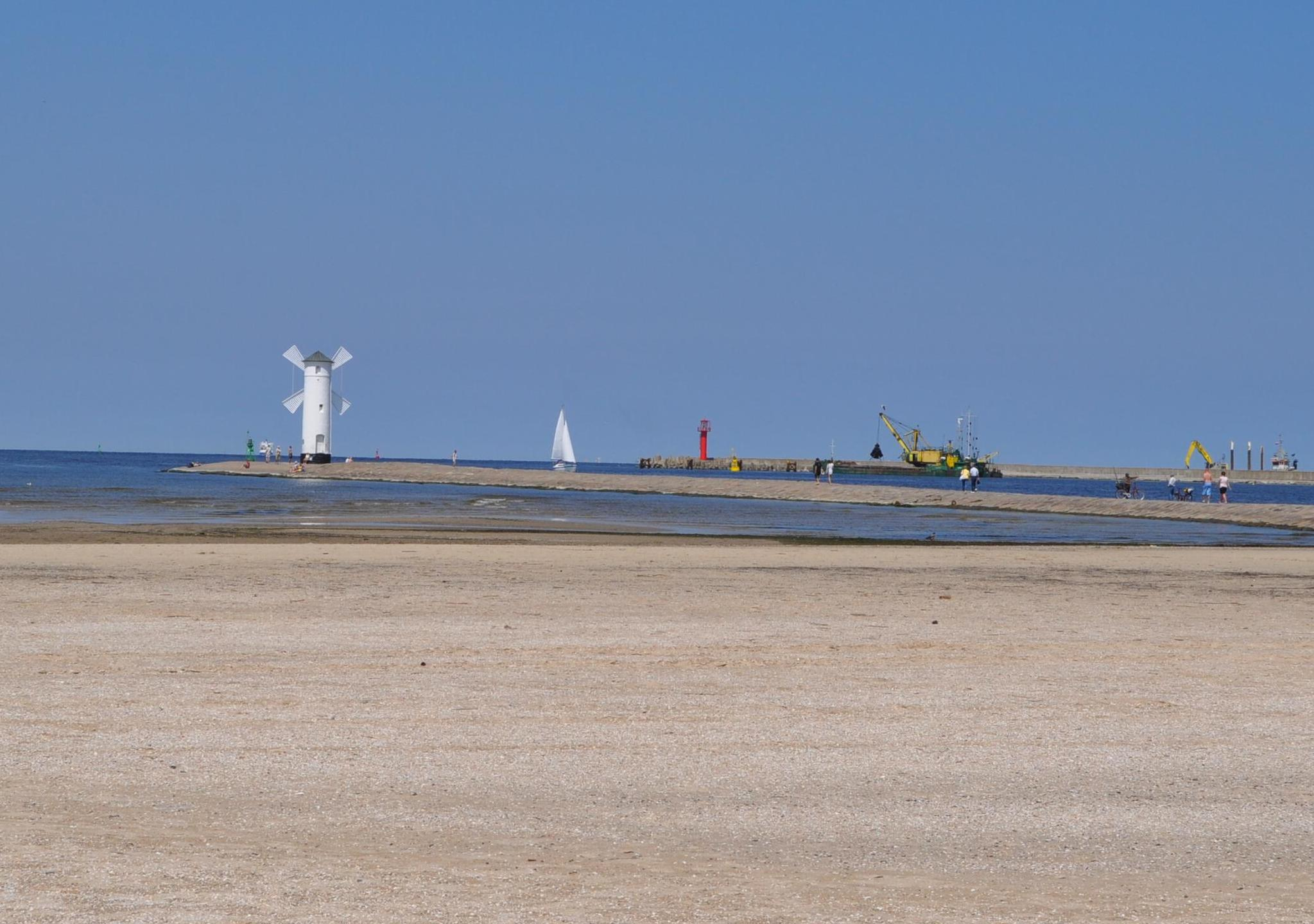
Mühlenbake auf der Westmole (Wahrzeichen Swinemündes)

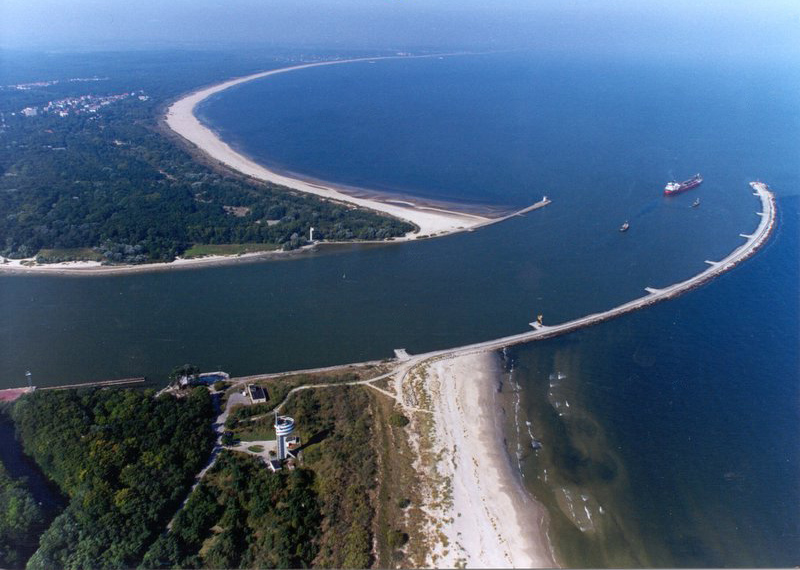
Mündung der Swine in die Ostsee

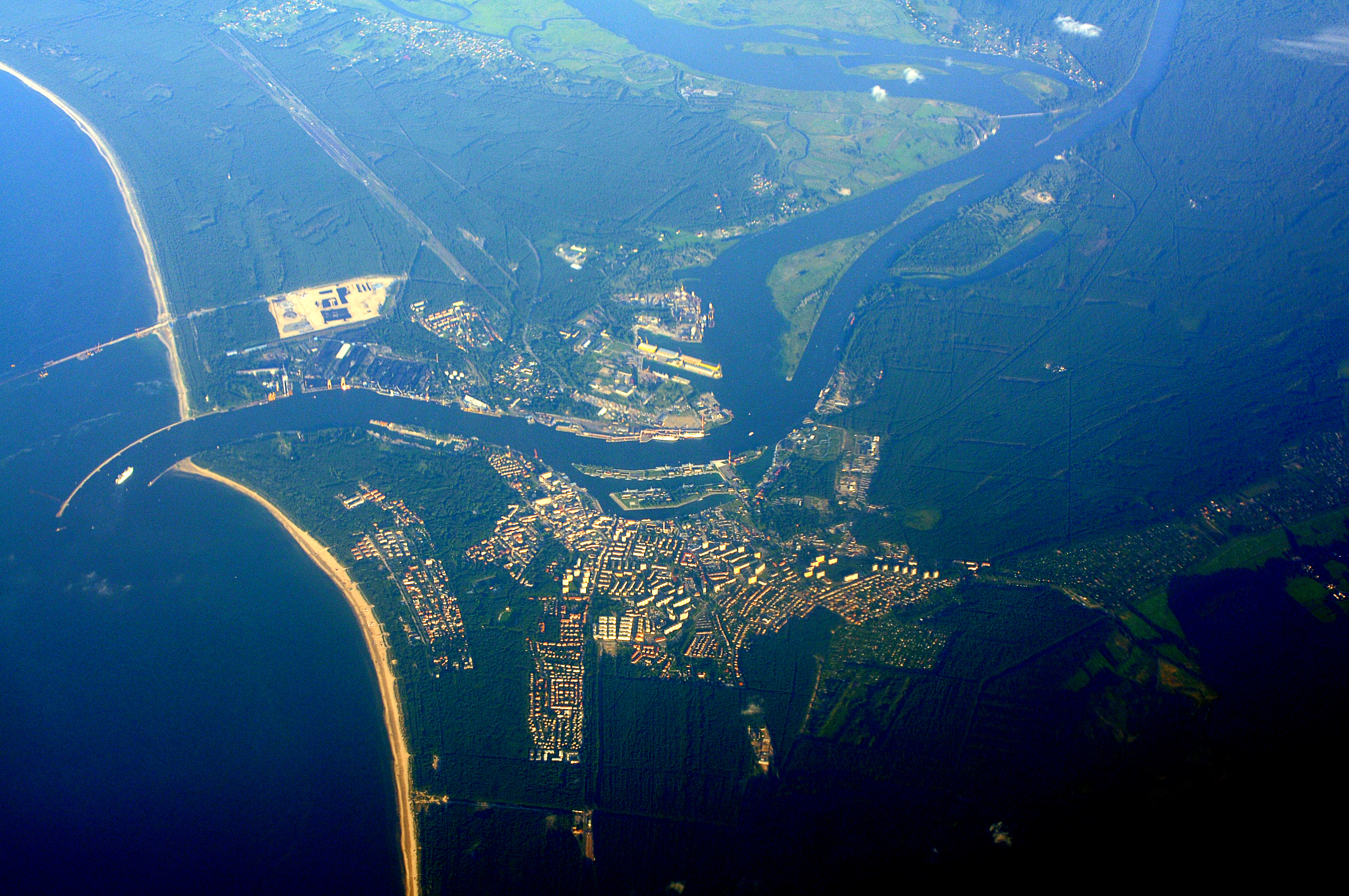
Luftbild der gesamten Stadt, links die Mündung der Swine in die Ostsee

Świnoujście [ɕfinɔˈujɕʨɛ] ⓘ (deutsch Swinemünde, niederdeutsch Swienemünn) ist eine Stadt in der polnischen Woiwodschaft Westpommern. Sie bildet dort einen eigenen Stadtkreis und ist der Vorhafen der Metropole Stettin.
Swinemünde war bis zum Ende des Zweiten Weltkriegs das drittgrößte deutsche Ostseebad und wurde nach Kriegsende von der Sowjetunion am 6. Oktober 1945 der Verwaltung der Volksrepublik Polen unterstellt. Der Tourismus und die Hafenwirtschaft sind die Hauptwirtschaftszweige der Stadt.

## Geographie

### Lage
Die Stadt liegt etwa 55 Kilometer nordnordwestlich von Stettin und erstreckt sich auf dem östlichen Teil der Insel Usedom (Uznam) sowie den Inseln Wollin (Wolin) und Kaseburg (Karsibór) am Stettiner Haff und der Südküste der Ostsee. Das Stadtgebiet nimmt den östlichen, etwa drei Kilometer breiten Landstreifen der Insel Usedom sowie den Westzipfel der Insel Wollin ein. Der Stadtkern wird im Osten von der Swine begrenzt, die die Inseln Usedom und Wollin voneinander trennt. Am Ostufer befindet sich der Stadtteil Warszów (deutsch Osternothafen und Ostswine).
Der etwa zwölf Kilometer lange Sandstrand bis Bansin zieht sich, durchschnittlich 40 Meter breit, im weiteren Verlauf von Usedom insgesamt 42 Kilometer weit bis nach Peenemünde. Die längste Strandpromenade Europas verbindet die Stadt mit den Seebädern Ahlbeck, Heringsdorf und Bansin.

### Stadtgliederung
Die Stadtgemeinde Świnoujście umfasst ein Gebiet von 197,2 km² und gliedert sich in folgende Stadtteile:
- Karsibór (Kaseburg)
- Ognica (Werder)
- Przytór (Pritter)
- Łunowo (Haferhorst)
- Świnoujście (Swinemünde)
- Wydrzany (Friedrichsthal)
- Warszów (Ostswine)
- Chorzelin (Osternothafen)

### Metropolregion Stettin
Die Stadt ist der traditionelle Küstenhafen von Stettin und wird seit 2012 aktiv durch Kooperationen innerhalb des deutsch-polnischen Ballungsraumes der Metropole als Teil einer europäischen Metropolregion entwickelt, das gemeinsame Entwicklungskonzept wurde im Juni 2015 vorgestellt.

## Geschichte

### Mittelalter
Swinemünde ist als eine der jüngsten Städte Preußens an der Swinemündung neben dem (später eingemeindeten) kleinen Dorf Westswine entstanden. In diesem Dorf betrieben etwa sechs Bauern als Kossäten sowohl Fischfang als auch recht kümmerlich Landwirtschaft. Fernerhin hatten sie zur Verbesserung ihrer Einnahmen gemeinsam die Fähre über die Swine gepachtet.
Auch eine kleine hölzerne Dorfkirche war vorhanden. Sie gehörte allerdings zum Kirchspiel Caseburg. An der Stelle des späteren Swinemünde befand sich bereits Ende des 12. Jahrhunderts eine Schutzburg. 1230 ließ Herzog Barnim I. von Pommern eine Fährverbindung über die Swine einrichten. 1297 wird erstmals im Zusammenhang mit der Einrichtung einer herzoglichen Zoll- und Lotsenstation der Swinemünder Hafen erwähnt. 1457 zerstörten die Stettiner eine herzogliche Burg an der Swine.

### 17. und 18. Jahrhundert

Karte des Hafens von Swinemünde (um 1780)

Karte von Swinemünde (1797)

Bei der Teilung Pommerns zwischen Brandenburg und Schweden im Westfälischen Frieden 1648 fiel Vorpommern mit Usedom und Wollin an Schweden. Um aus strategischen Gründen den Schiffsverkehr von und nach Stettin durch den Peenestrom zu leiten, ließ Schweden die Swine versanden. Noch am Anfang des 18. Jahrhunderts war die Swine ganz ohne Bedeutung gegenüber dem Peenestrom, der durch die Verbindung vorbei an der Handelsstadt Wolgast die gesamte Oderschifffahrt beherrschte. In Wolgast wurden vom schwedischen Fiskus hohe Zölle erhoben.
Nach dem Nordischen Krieg trat Schweden 1720 im Frieden von Stockholm Stettin und Usedom-Wollin an Preußen ab, während es Rügen, das nördliche Vorpommern, Stralsund und Wismar behielt. 1729 begann der preußische König Friedrich Wilhelm I. zur Umgehung der Zölle und Abgaben, die im schwedischen Wolgast anfielen, die Swine wieder schiffbar zu machen. Sie wurde ausgebaggert, und in der Nähe des kleinen Dorfes Westswine stand ein beschränkt nutzbarer Kleinhafen zur Verfügung. Das Projekt blieb unvollendet; denn wegen ungenügender Befestigungen versandete die Swine während der Herbststürme häufig wieder. Außerdem fehlte in den kleinen Orten Westswine und Ostswine die für einen Leichterhafen unverzichtbare Infrastruktur.
Der Nachfolger Friedrich der Große setzte das Werk bei seinem Regierungsantritt 1740 energisch fort und so konnte 1746 ein mit Pfahlwerk befestigter Hafen offiziell unter dem Namen „Swinemünde“ dem Seehandel geöffnet werden.
Der mit dem Bau und dem Betrieb des neuen Hafens entstandene Ort Swinemünde bekam bald einen Bebauungsplan und wuchs durch den Zuzug von Händlern, Handwerkern und Gastwirten rasch an. Er erhielt 1753 einen Magistrat und wurde 1765 unter Einbeziehung des Dorfs Westswine zur Immediatstadt erklärt.
Der Hafen wurde 1759 von den Schweden unbrauchbar gemacht, aber 1785 wieder instand gesetzt.
1779 erhielt die Stadt eine Lateinschule und 1792 eine neue Kirche.

### Swinemünde im 19. und Anfang des 20. Jahrhunderts

Lage der Stadt auf den Inseln Usedom und Wollin und bebautes Stadtgebiet von Swinemünde auf einer Landkarte von 1910

Als Ergebnis des Wiener Kongresses kam Wolgast 1815 zu Preußen, wodurch die bisherige Konkurrenzsituation gegenüber Schweden in der See- und Flussschifffahrt wegfiel. Es war jedoch erkannt worden, dass die Swine als Schifffahrtsweg zwischen den Ostseehäfen wegen der kürzeren Fahrtzeiten Vorteile hatte. Um weitere Siedler anzulocken, wurden bis 1840 Bauplätze und Bauholz unentgeltlich zur Verfügung gestellt und weitgehende Steuerfreiheit gewährt. Seit 1818 war Swinemünde Sitz des Landkreises Usedom-Wollin.
Der Hafen bildete das Zentrum der Aktivitäten: Leichter holten die Waren von den auf Reede oder im Hafen liegenden Schiffen und beförderten sie u. a. nach Stettin. Auf dem Rückwege von Stettin nahmen sie wiederum Güter für die Schiffe mit. Seefahrt, Gütertransport, Handel, Handwerk und Gewerbe erlebten so die erste Blüte. Der Amerikanische Unabhängigkeitskrieg in den Jahren 1773 bis 1784 und der Dritte Koalitionskrieg 1801–1805 ließen den Hafen weiter expandieren. In Swinemünde lebten zu diesem Zeitpunkt bereits bis zu 2000 Menschen. 1848 verfügten die Reeder von Swinemünde über 16 Handelsschiffe. Swinemünde als Hafenstadt war der Sitz mehrerer Konsulate ausländischer Staaten. So bestanden um 1835 in Swinemünde Konsulate Dänemarks, der Niederlande und Schwedens. Im Jahr 1900 wurde die Hafenanlage Swinemünde von 670 Seeschiffen angelaufen, davon waren 649 Dampfschiffe.
Um die Versandung im Bereich der Hafeneinfahrt an der Ostsee aufzuhalten, wurde 1818 mit dem Bau der Molen begonnen. Als Baumaterial dienten Findlinge aus der pommerschen Umgebung und vom Vinetariff vor Zinnowitz. Die 1020 m lange Westmole und die 1372 m lange Ostmole, wasserbautechnische Glanzleistungen, wurden 1823 im Rohbau und 1829 endgültig fertiggestellt. An der Spitze der Ostmole wurde 1828, vermutlich nach einem Entwurf Karl Friedrich Schinkels, eine Laternenbake errichtet, die zeitgenössisch auch als „Leuchtturm“ bezeichnet wurde (die Bake wurde um 1910 entfernt). Eine auf der Westmole installierte weiße Bake von der Form einer Windmühle, die so genannte Mühlenbake, ist ein Wahrzeichen des Swinemünder Hafens. 1857 wurde der Leuchtturm am Ostufer der Swine errichtet.
Um das Problem der Versandung der Swine im Hinterland zu umgehen, wurde zwischen 1875 und 1880 ein Kanal gebaut. Dieser besteht aus zwei Hauptabschnitten, der Mellinfahrt und der Kaiserfahrt. Ersterer begradigte die Swine durch den großen Mellin, und der zweite trennte, beginnend am kleinen Mellin, das Gelände um Kaseburg von der Insel Usedom ab und führte gerade zum Stettiner Haff.
Ab 1857 gab es Verbindungen mit Dampfschiffen nach Ostpreußen, Bornholm und Kopenhagen. Die meisten Schiffe fuhren nach der Fertigstellung der Kaiserfahrt, eröffnet 1881, nach Stettin weiter, was für den Seehafen Swinemünde ein wirtschaftlicher Nachteil wurde.
Mit der Gründung des See- und Solbades Swinemünde wurde im Juli 1824 die erste offizielle Badesaison eröffnet, und ein neuer Erwerbszweig mit weitreichenden Folgen für die Entwicklung der Stadt war geboren. Von Beginn an stammte die Hälfte aller Badegäste aus Berlin.
Bekannt wurde das Seebad vor allem durch die regelmäßigen Besuche von Kaiser Wilhelm II. während der Kaisertage seit 1882 (jährlich am ersten Augustwochenende). 1902 erregte der Kaiser mit der Swinemünder Depesche Aufsehen.
Um die Wende zum 20. Jahrhundert hatte Swinemünde zwei evangelische Kirchen, eine altlutherische Kirche, eine katholische Kirche und ein jüdisches Bethaus.

### Festungs- und Garnisonsstadt
Um die Mitte des 19. Jahrhunderts begann die preußische Armee mit der Anlage von Küstenforts rechts und links der Swine und an der Mündung der Peene. Swinemünde war fortan Festung III. Ranges mit einem Bataillon Fußartillerie. Nach der Entfestigung Stettins 1870 wurden die Festungswerke modernisiert und vergrößert.
Die Festung Swinemünde (erbaut 1848 bis 1880) ist noch heute bis auf Werk I gut erhalten und wurde in Einzelobjekten in Privathände gegeben, seit 2004 schrittweise freigelegt und restauriert zu touristischen Anziehungspunkten.

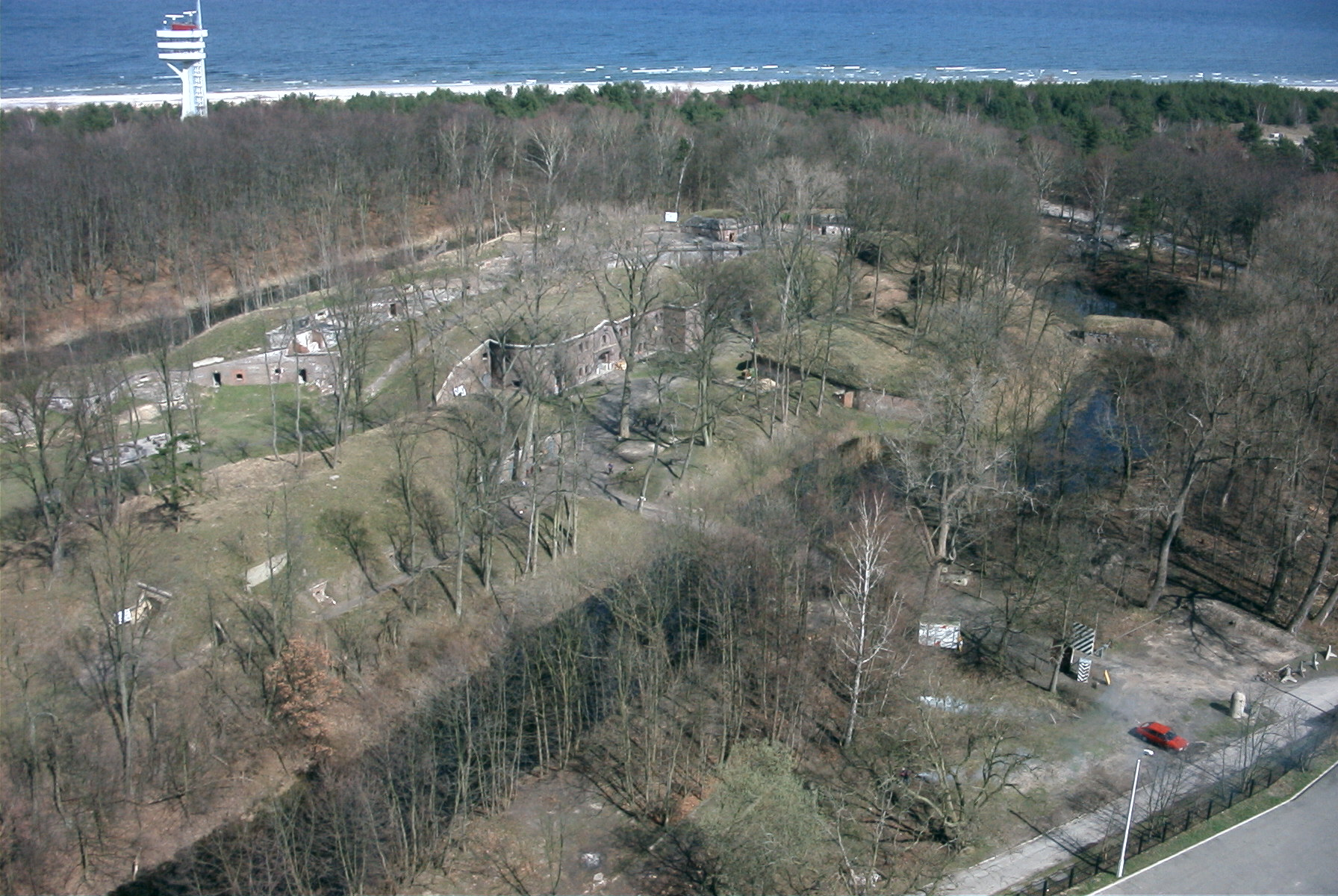
Swinemünde Fort Gerhard = Ostfort – Werk II
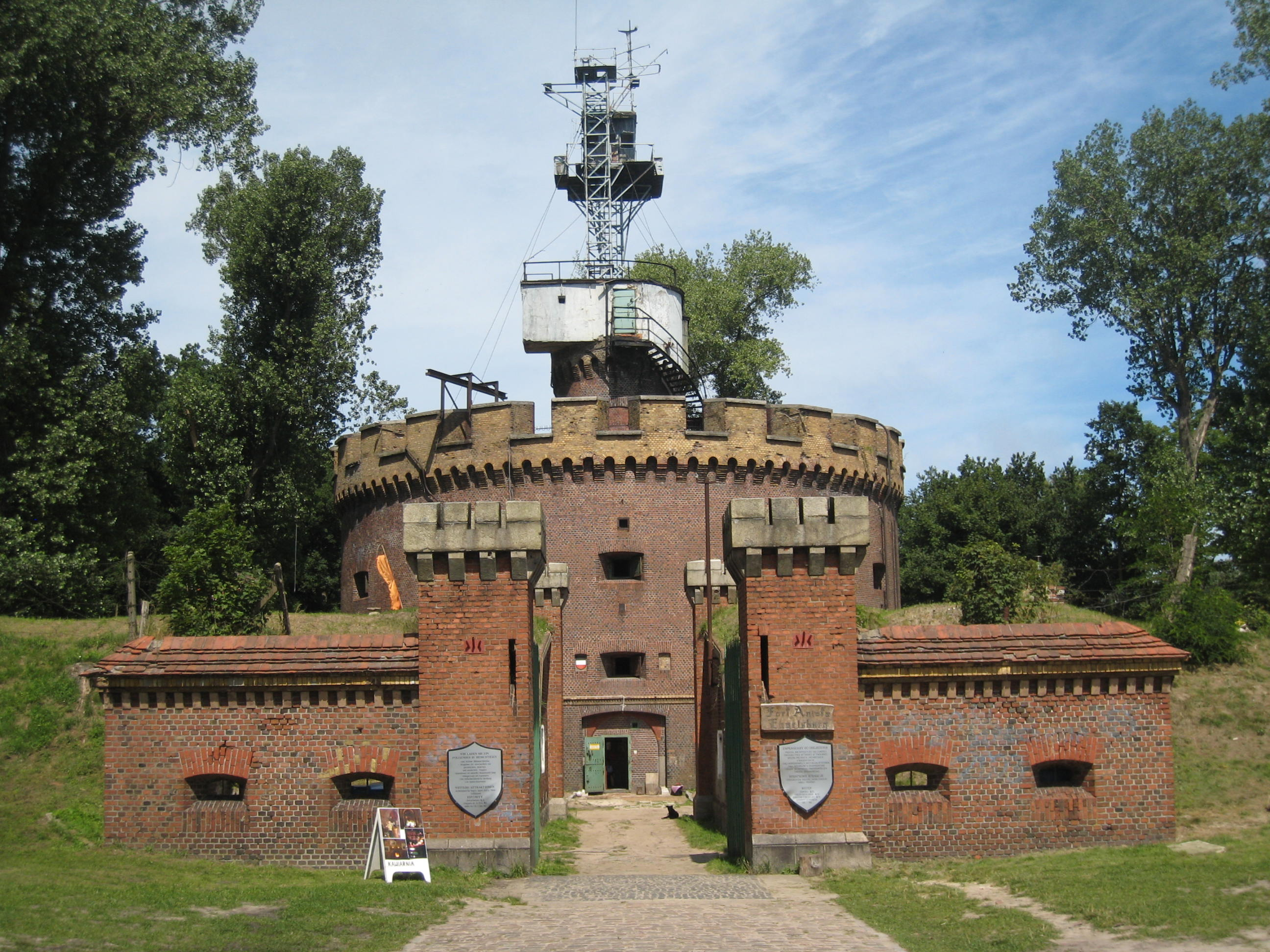
Engelsburg Swinemünde – Werk III
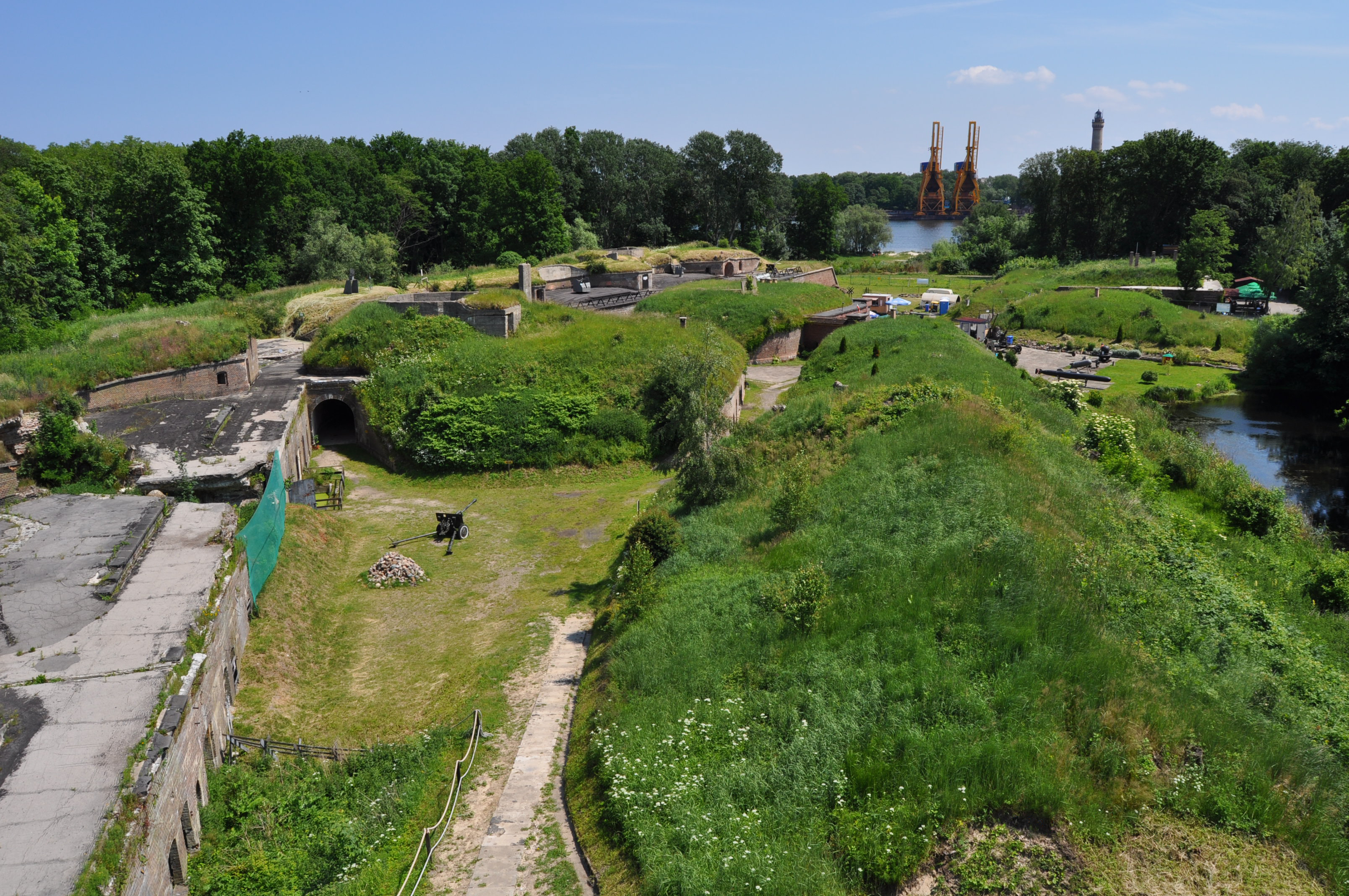
Swinemünde Fort Redoute = Westfort – Werk IV
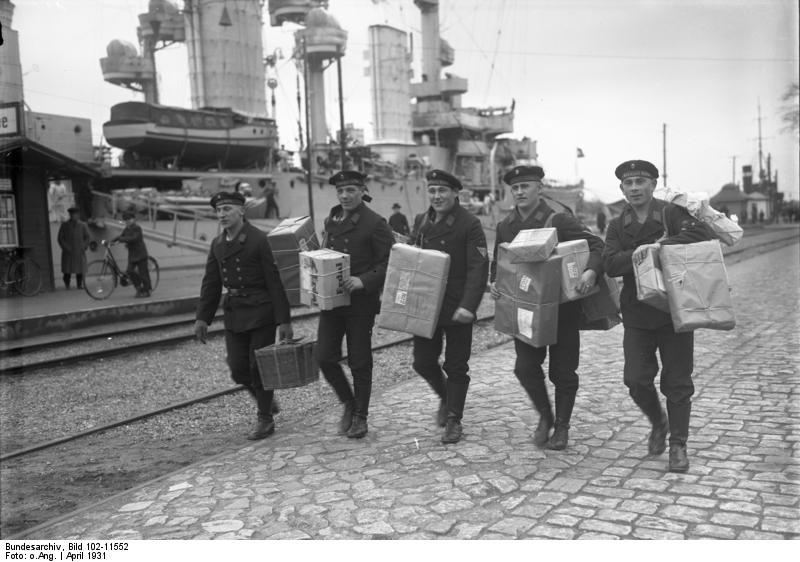
Matrosen als Postholer in Swinemünde, 1931
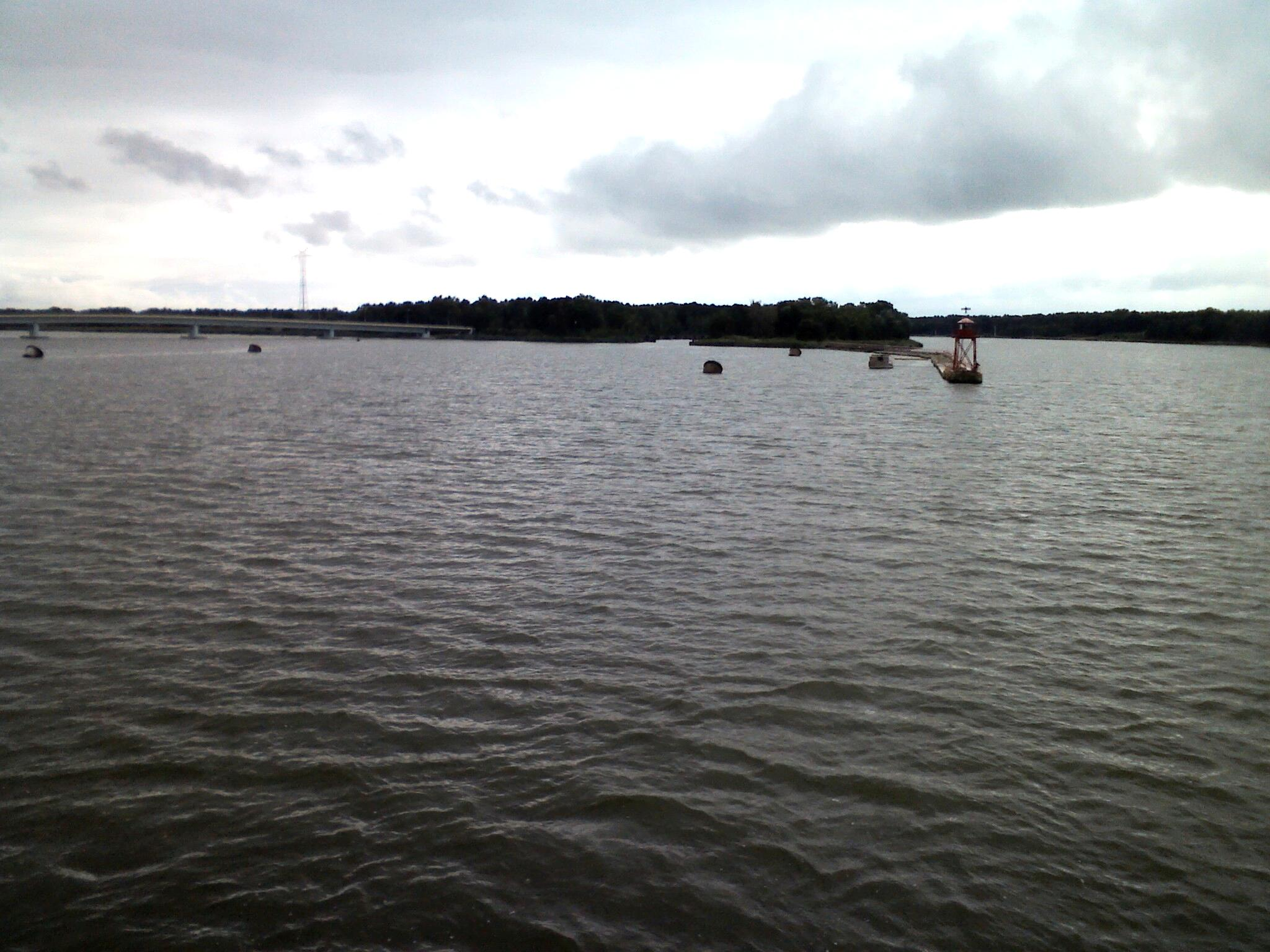
U-Boot-Hafen bei Kaseburg mit Entmagnetisierungs-Anlage (Reste von ca. 1943)

### Kaiserliche Marine

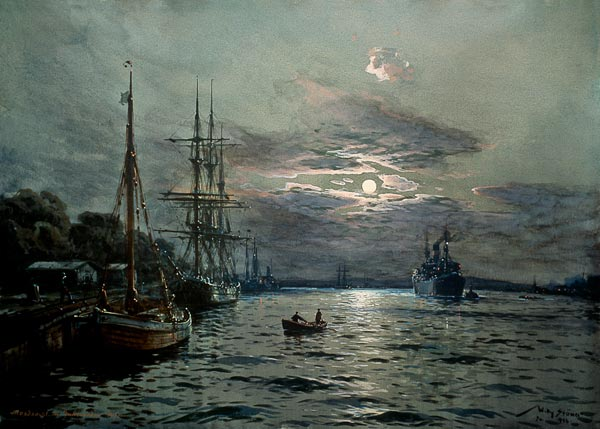
Willy Stöwer – Mondnacht im Hafen von Swinemünde

In der Kaiserzeit befand sich in Swinemünde ein Marinestützpunkt, in dem einige Marineschiffe stationiert waren. Um 1914 wurde dort die Hilfsminensuch-Division Swinemünde angesiedelt. In den Jahren 1918 bis 1920 befand sich in Swinemünde zeitweilig die Funken-Telegraphie-Schule Swinemünde. Am 10. September 1920 wurde die Ausbildung von der Inspektion des Torpedowesens nach Flensburg-Mürwik, wo sich die Schule vor 1918 schon befunden hatte, zurückverlegt.

### Wehrmachts- und Flottenstützpunkt
Bereits seit den frühen 1920er Jahren wurden auf der Insel Kaseburg Torpedoboote stationiert. Im Juli 1942 entstand außerdem eine Schnellboot-Schulflottile zur Ausbildung von Kommandanten und Besatzung. U-Boote des Stützpunkts Stettin nutzten Swinemünde als Zwischenhalt und die dort bestehende U-Boot-Entmagnetisierungsanlage, waren dort jedoch nicht stationiert. Noch heute sieht man bei der Überfahrt mit der Fähre die Anlage an der Insel Kaseburg.
Die alten Festungsanlagen wurden auch im Zweiten Weltkrieg ausgebaut und genutzt. Besonders das Westfort wurde intensiv genutzt. Am westlichen Ende entstand 1941 der Hochbunker mit Messanlagen und einer Flakplattform. An der östlichen Swineseite, rund 1½ km vom Leuchtturm entfernt, entstand die Küstenbatterie „Goeben“. Weitere zwei Kilometer östlich davon entstand ein Hochbunker als Messstation für die Batterie „Goeben“. Dieser wurde nach dem Krieg nicht gesprengt und dient noch heute mit einem Stahlaufbau als Feuerwachturm. Dieser Turm (Hochbunker) heißt wegen seiner eigentümlichen Form „Glocke“. In Ausnahmefällen ist er besteigbar.

### Weitere Entwicklung bis zum Zweiten Weltkrieg
Nachdem im Jahr 1826 insgesamt 626 Badegäste gezählt worden waren, waren es 1913 bereits 40.247. Swinemünde war vor dem Zweiten Weltkrieg hinter Kühlungsborn und Kolberg das drittgrößte deutsche Ostseebad. Einhergehend mit dieser Entwicklung vergrößerte sich die Zahl der Einwohner: 1850 waren es 4719, um sich bis 1910 auf 13.916 zu verdreifachen.
Der gegen Ende des 19. Jahrhunderts einsetzende Bäder-Antisemitismus als Reaktion auf angebliche häufige Belästigungen weiblicher, meist minderjähriger Badegäste war auch in Swinemünde zu beobachten. So berichtete die Greifswalder Zeitung am 19. August 1920:

„Am Sonnabend abend gegen 11 Uhr fanden judenfeindliche Kundgebungen auf der Strandpromenade statt. Eine große Menschenmenge, darunter Reichswehrsoldaten und Marineangehörige, zogen mit Musik und Gesang vor verschiedene Lokale. Dort wurden judenfeindliche Reden gehalten, patriotische Lieder gesungen und Drohrufe gegen jüdische Badegäste ausgestoßen.“

Um das Jahr 1930 hatte die Gemarkung der Stadt Swinemünde eine Fläche von 10,8 km², und es standen zusammen 1534 Wohnhäuser an dreizehn verschiedenen Wohnplätzen:
| - Eichstaden - Forsthaus Torfhaus - Forstsekretärgehöft Chausseehaus am Golm - Grüne Fläche - Kaserne Westbatterie - Marine-Sperrdepot - Restaurant Torfhaus | - Rütgerswerke - Schießstandwache - Siedlung Pommernwerft - Swinemünde-Hafengrund - Swinemünde - Wasserwerk |

Im Jahr 1925 wurden 19.787 Einwohner, darunter 907 Katholiken und 129 Juden, gezählt, die auf 5301 Haushaltungen verteilt waren.
Swinemünde gehörte bei den Reichstagswahlen der Weimarer Republik zum Wahlkreis Nr. 6. Von 1919 bis zur Wahl im Juli 1932 war dort die Deutschnationale Volkspartei stärkste Partei. Bei der letzten freien Reichstagswahl im November 1932 wurde sie darin von der NSDAP abgelöst, die dort mit 43,1 % ihr reichsweit drittbestes Ergebnis erzielte. Bei der Wahl 1933 konnte sie dieses auf 56,3 % ausbauen und lag damit auf dem zweiten Platz nur 0,2 % hinter den Parteigenossen im Nachbarwahlkreis Nr. 1. Man lag damit bei beiden Wahlen rund 10 % über dem reichsweiten Ergebnis der Partei. Im gleichen Jahr wurde Berengar Elsner von Gronow für die NSDAP Bürgermeister der Stadt.
Um 1935 hatte Swinemünde unter anderem über drei Dutzend Hotels und Kurhäuser, über zwanzig Gasthäuser und Restaurants, zahlreiche Pensionen und Fremdenheime, acht Bankgeschäfte, fünf Fischgroßhandlungen, zwei Mineralwasserfabriken, eine Likörfabrik, drei Molkereien, zwei Eisfabriken, zwei Mühlen, drei Möbelfabriken, sieben Schifffahrtsgeschäfte, zwei Seilereien und zwei Metallgießereien.
Mit 435.000 Gästeübernachtungen im Sommerhalbjahr 1938, im letzten Jahr vor dem Zweiten Weltkrieg, stand Swinemünde in der Rangfolge der meistbesuchten pommerschen Seebäder nach Kolberg und Ahlbeck an dritter Stelle.
In der nach der Ermordung eines Diplomaten inszenierten Reichspogromnacht brannte 1938 ein antisemitischer Mob die Synagoge nieder. Drei Mitglieder der jüdischen Gemeinde kamen in „Schutzhaft“. Bei der Volkszählung von 1939 bekannten sich nur mehr 24 Personen zum jüdischen Glauben. 1942 lebte nur noch ein Jude in Swinemünde.
Im Arbeitsamtsbezirk Swinemünde waren 1944 fast 13.000 NS-Zwangsarbeiter registriert.
Bis 1945 gehörte Swinemünde zum Landkreis Usedom-Wollin im Regierungsbezirk Stettin der preußischen Provinz Pommern des Deutschen Reichs.

### Ende des Zweiten Weltkriegs
Am Ende des Zweiten Weltkriegs war Swinemünde überfüllt mit Flüchtlingen und deren Wagen, auf denen sie aus dem Osten des Deutschen Reichs vor der heranrückenden Roten Armee geflohen waren und die hier auf einen Weitertransport warteten. Die Gesamtzahl der sich in der Stadt aufhaltenden Menschen soll dadurch ein Vielfaches der in der Stadt gemeldeten Einwohner betragen haben.
Am 12. März 1945 führte die 8. US-Luftflotte mit 671 Bombern und 412 Begleitjägern einen verheerenden Luftangriff auf Swinemünde aus, der dem Marinehafen galt und bei dem die Stadt zum großen Teil zerstört wurde. Laut Rolf-Dieter Müller vom Militärgeschichtlichen Forschungsamt gab es 3000 bis 4000 Tote, Helmut Schnatz kommt in seiner Analyse auf 4500. Die von manchen Medien aufgegriffene Zahl von 23.000 Toten bewertet Schnatz als Teil einer erst ab den 1990er Jahren kursierenden, einer Überprüfung nicht standhaltenden „Legendenbildung“. Auch Müller bezeichnet sie als nicht haltbar. Die meisten Opfer wurden auf dem nahen Golm in Massengräbern beigesetzt. Am 16. April 1945 erfolgte ein weiterer Angriff britischer Lancaster-Bomber auf das in der Kaiserfahrt südlich von Swinemünde liegende Panzerschiff Lützow, das durch einen Nahtreffer von speziellen Tallboy-Bomben (5,4 t, davon 2,4 t hochbrisanter Sprengstoff) schwerst beschädigt wurde. Ein Tallboy-Nahtreffer verursachte auf Höhe der Wasserlinie einen etwa 20 m langen Riss. Die Lützow sank mit Schlagseite und kippte gegen die Uferböschung, entging aber knapp der völligen Vernichtung. Auch das im Hafen liegende, dem Marine-Stab als Kommandoschiff dienende, Aviso Hela wurde von Fliegerbomben getroffen, bevor es wenige Tage später und noch rechtzeitig vor der anrückenden Roten Armee nach Eckernförde verlegt werden konnte.
Am 5. Mai 1945 besetzte die Rote Armee Swinemünde. Wegen seiner militärisch wichtigen Hafenanlagen überließ sie das Stadtgebiet nicht wie andernorts ab März 1945 entsprechend dem Sowjetisch-polnischen Freundschafts- und Bündnisvertrag vom 27. Juli 1944 der Volksrepublik Polen zur Verwaltung, sondern behandelte es als militärisches Sperrgebiet. Von Swinemünde aus wurden bis 1947/48 alle technischen Überreste der HVA Peenemünde, einschließlich der verbliebenen Raketenteile in die Sowjetunion abtransportiert und später auch die internierten Techniker und Ingenieure aus Peenemünde. Erst am 6. Oktober 1945 wurde die Stadt der Volksrepublik Polen zur Verwaltung überlassen. Swinemünde wurde danach unter der polonisierten Ortsbezeichnung ‚Świnoujście‘ verwaltet. Eine Garnison der Sowjetarmee war bis Ende 1992 hier stationiert.
Zu dieser Zeit lebten in Swinemünde und auf Wollin noch etwa 30.000 Deutsche. Es begann die gezielte Zuwanderung von polnischen Siedlern, mehrheitlich aus Zentralpolen und zu einem kleinen Teil aus Gebieten östlich der Curzon-Linie, die von der Sowjetunion besetzt worden waren. Diese Siedler wurden angelockt durch die Aussicht, kostenlos Häuser inklusive des Inventars der entschädigungslos enteigneten deutschen Zivilbevölkerung in Besitz nehmen zu können. Der Vorgang war verbunden mit der Vertreibung der ortsansässigen Einwohner. Im Winter 1945/46 kam es zu zahlreichen Übergriffen und Vergewaltigungen sowie Ermordung deutscher Einwohner durch polnische Sicherheitskräfte. Zumindest die Tötungsdelikte wurden strafrechtlich verfolgt, wenn auch die Strafen milde ausfielen – der Hauptbeschuldigte erhielt acht Jahre Haft. Die meisten Angeklagten waren Jugendliche.

### Gedenkort Golm
1968 wurde nach den Entwürfen des Rostocker Bildhauers Wolfgang Eckardt eine Mahn- und Gedenkstätte errichtet, mit der die vier bisher getrennten Friedhöfe über Rasenflächen gestalterisch zusammen geführt werden. An zentralen Stelle steht ein Ringbau mit einer Mauer und zwölf Stufen für jedes Jahr der nationalsozialistischen Herrschaft. Die vom Bansiner Künstler Rudolf Leptien 1958 erbaute Statue „Die frierende Frau im Soldatenmantel“ wurde 1984 durch einen Gärtner der Anlage, dem Kommunisten Richard Döring aus Kamminke ohne behördliche Genehmigung aufgestellt. Der Volksbund Deutsche Kriegsgräberfürsorge ist seit 2000 Träger der Gedenkstätte.
Seit 1992 veranstaltet die Kriegsgräberfürsorge jährlich am 12. März eine Gedenkstunde für die Opfer der Bombardierung von Swinemünde.
Im März 2005 öffnete Jugendbegegnungs- und Bildungsstätte (JBS) Golm am Stettiner Haff im Fischerdorf Kamminke. Jährlich führt deren deutsch-polnisches Team 2.000 junge Menschen mit pädagogischem Programm über den Friedhof.

### Geschichte der Stadt seit 1945
Anfang 1950 lebten in der Stadt noch 500 bis 600 Deutsche. Sie arbeiteten vorwiegend auf dem sowjetischen Marinestützpunkt als Spezialisten, einige bei der Stadt und beim Hafenamt. Allerdings hatten sie bei der eingewanderten polnischen Bevölkerung keinen leichten Stand. Ab 1950 durften nur noch solche Deutschen in ihrer alten Heimat bleiben, die eine slawische oder polnische Abstammung nachzuweisen vermochten. Allen Einwohnern erschwerte die ständige Anwesenheit der großen sowjetischen und polnischen Garnisonen die Bewegungsfreiheit. Die gesamten Hafenanlagen, die älteren und neueren Festungsanlagen östlich und westlich der Swine sowie das Kurviertel blieben der alleinigen Nutzung der sowjetischen Truppen vorbehalten.
1948 begann der Aufbau einer Hochseefischereibasis am östlichen Swine-Ufer (das Fischkombinat Odra). Ab 1958 wurde der Wiederaufbau der Stadt intensiviert. Der Ausbau des Hochseehafens (Hafenkomplex Szczecin–Świnoujście) folgte.
Nachdem im Jahr 1958 die sowjetischen Streitkräfte das Kurviertel geräumt hatten, entwickelte sich Świnoujście neben Kołobrzeg (Kolberg) und Sopot (Zoppot) zu einem der bekanntesten polnischen Ostseebäder. 1961 wurden auch die alten Festungsanlagen außer der Engelsburg von der Roten Armee geräumt. 1989/90 fiel der Eiserne Vorhang, 1990/91 zerfiel die Sowjetunion, im Juli 1991 wurde der Warschauer Pakt aufgelöst. Am 28. Oktober 1992 erfolgte offiziell der Abzug der letzten Kampftruppen und der letzten Flugkörperschnellboote der Osa-Klasse der 24. Raketenschiffsbrigade der Baltischen Flotte im Beisein des stellvertretenden Verteidigungsministers Bronisław Komorowski und des russischen Botschafters Juri Kaschlew. Im Dezember 1992 wurden die letzten russischen Fernmelde- und Transporteinheiten aus den Kasernen am westlichen Stadtrand und dem Fort „Engelsburg“ abgezogen.

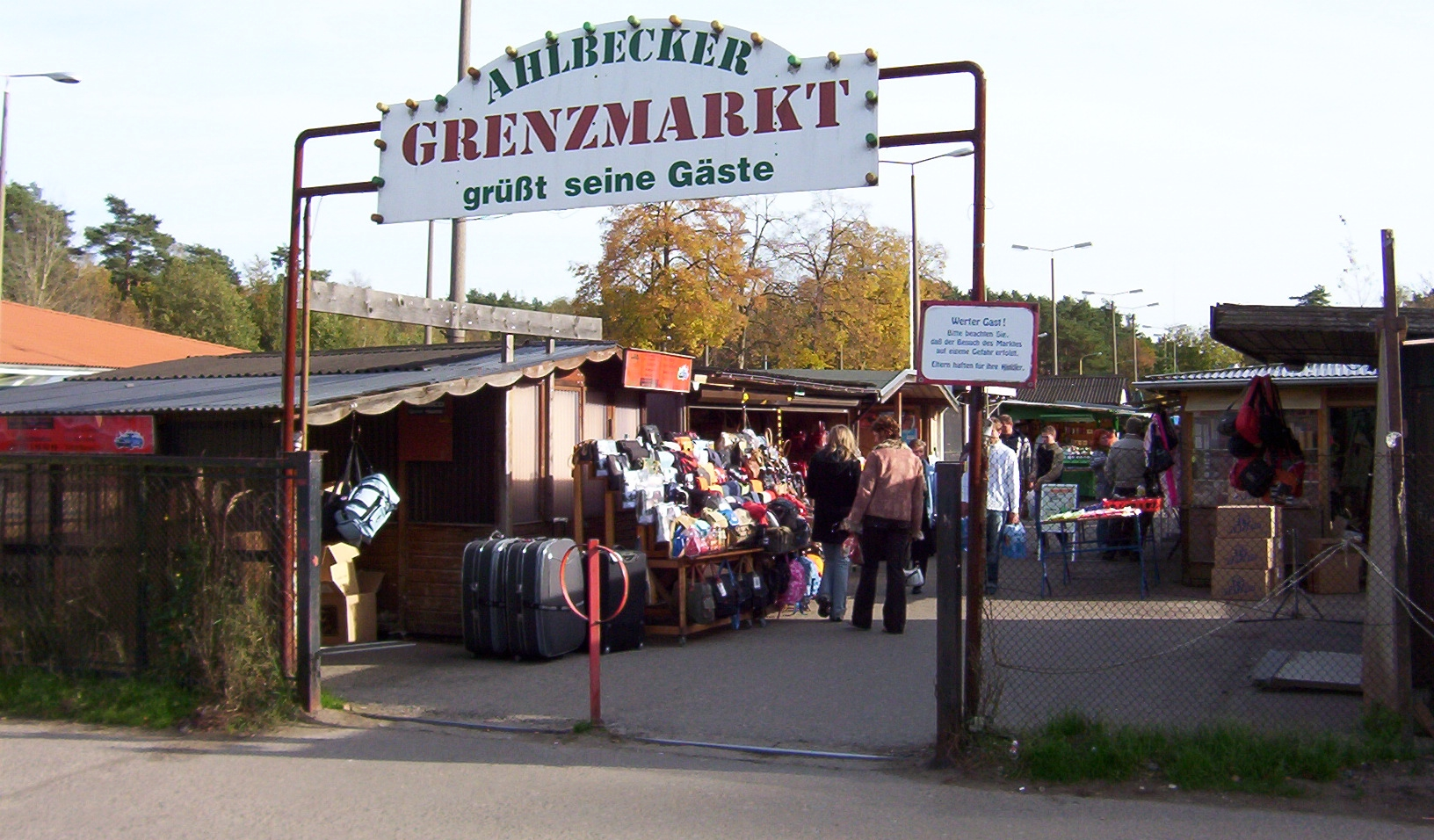
„Ahlbecker Grenzmarkt“ in Świnoujście (2020)

Die seit 1989 zu verzeichnende, oft mit harten Einschnitten verbundene Umstrukturierung der Wirtschaft in Polen spiegelt sich auch im Antlitz der Stadt wider. Die Stadt und ihre Wirtschaft profitieren zunehmend von ihrer Nähe zur Grenze und den jetzt zahlreichen deutschen Touristen, die unter anderem im „Ahlbecker Grenzmarkt“ einkaufen, sowie den Pendlern aus der vorpommerschen Umgebung.

Swinemünde 1759 mit der ersten Befestigung
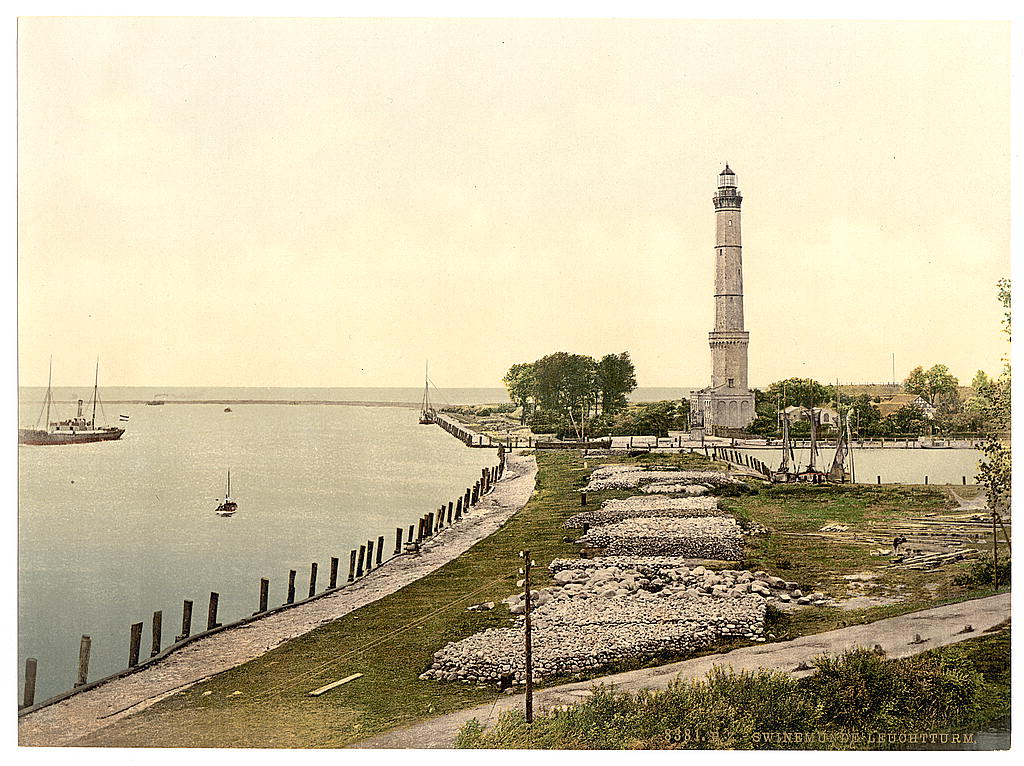
Darstellung des historischen Leuchtturms aus der Zeit um 1900
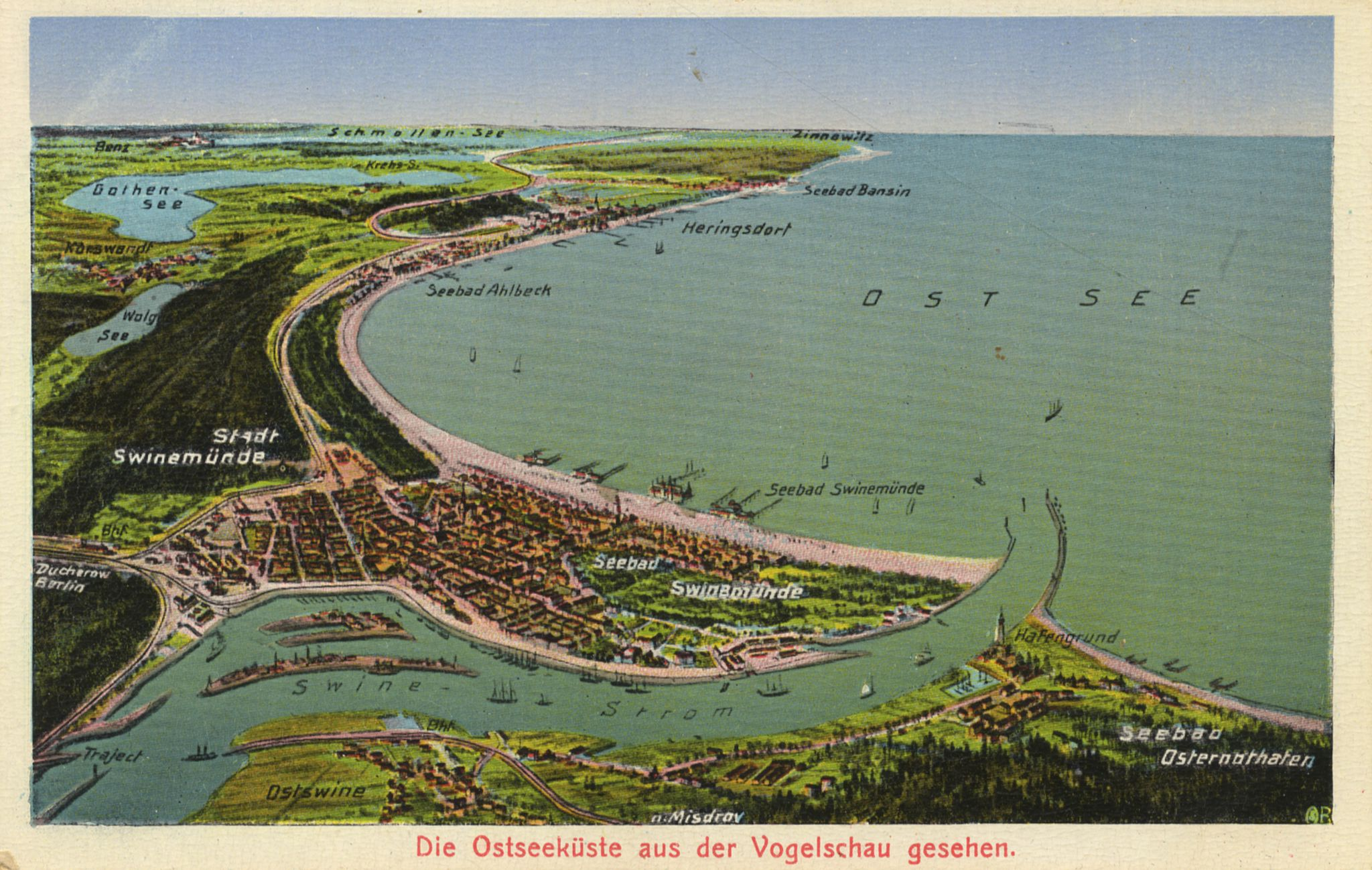
Postkarte nach 1900, Swinemünde aus der Vogelperspektive
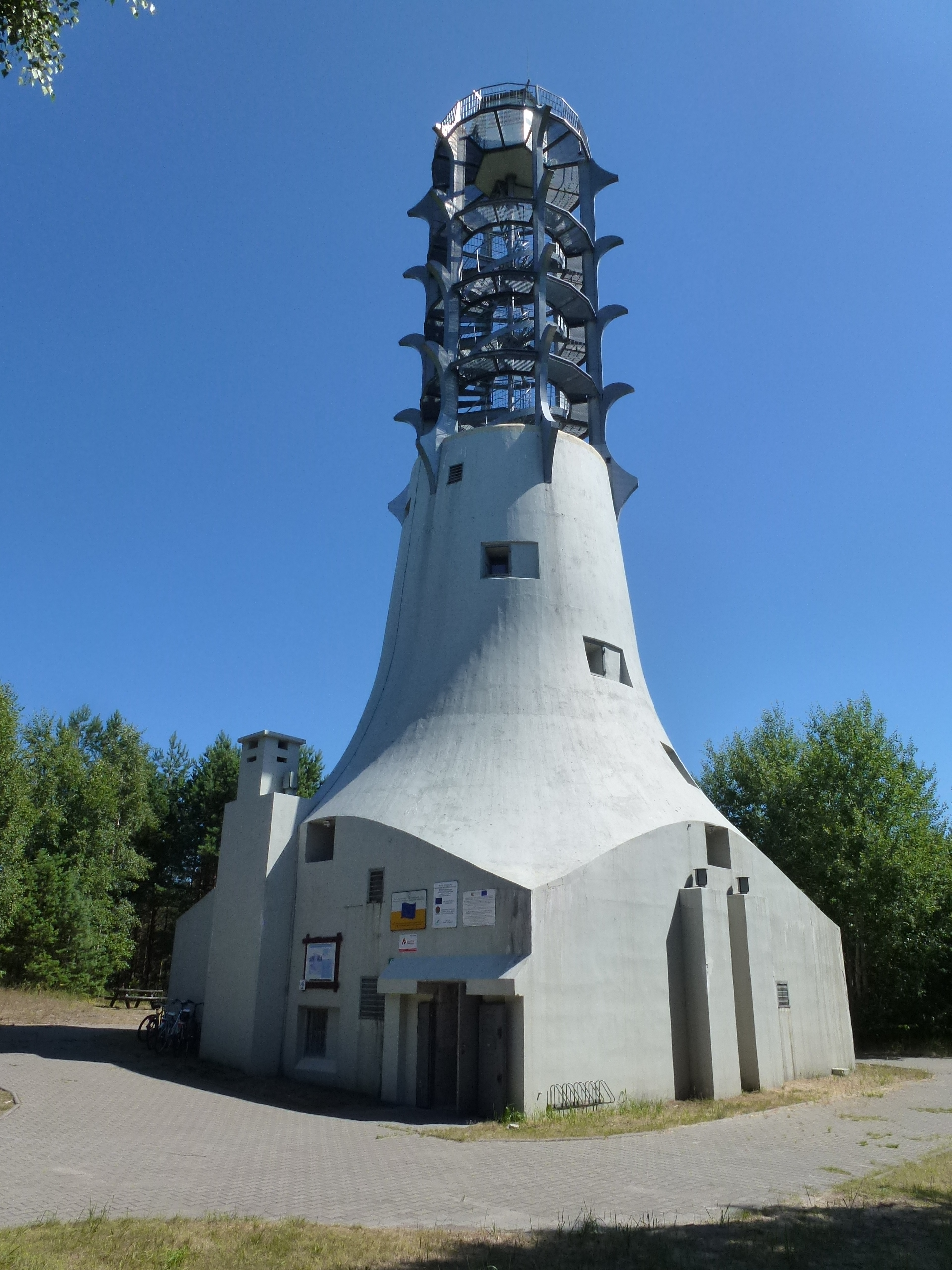
Die „Glocke“ – Hochbunker mit Messstation für die Küstenbatterie „Goeben“
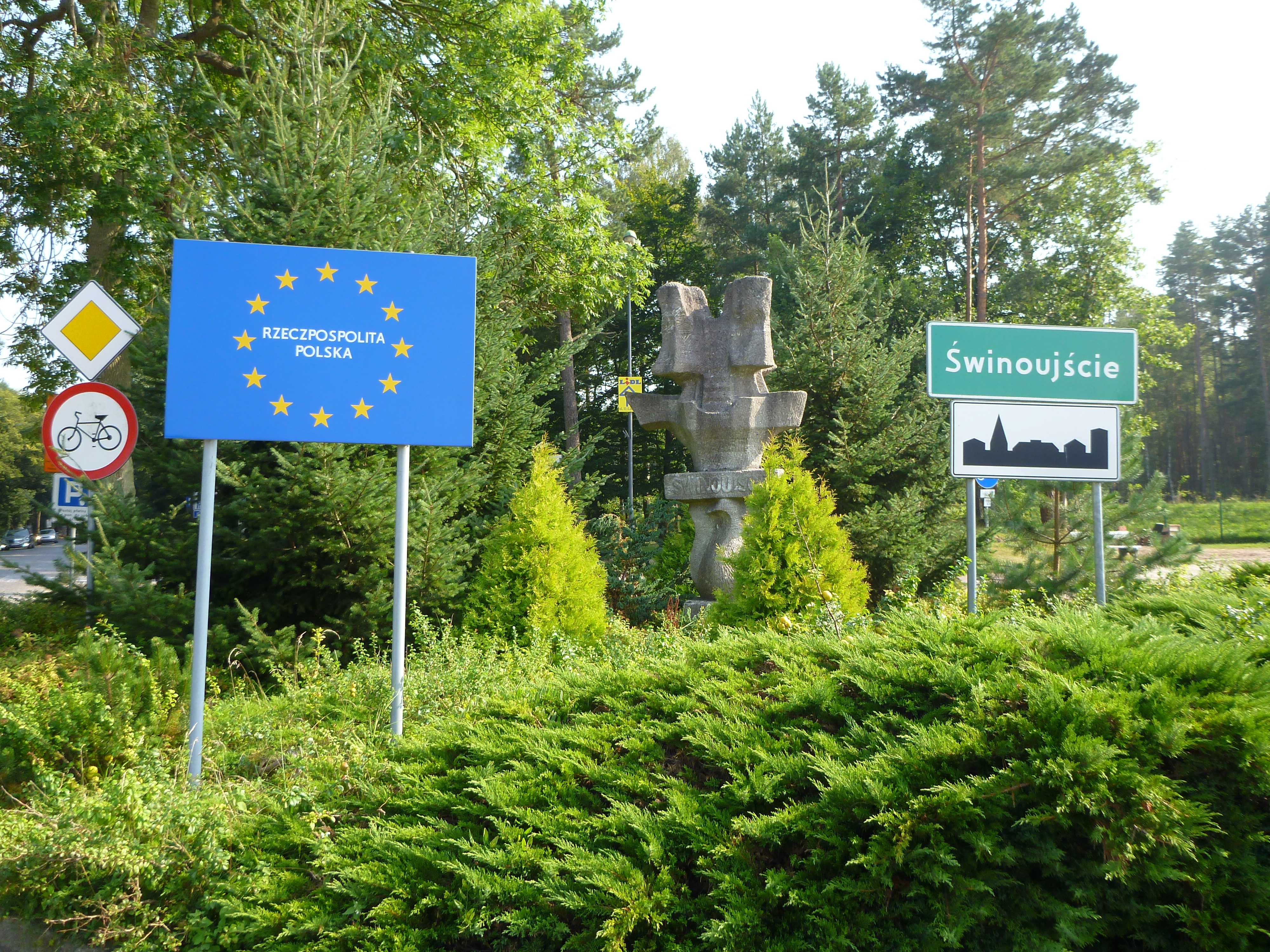
Ortseingangsschild von Świnoujście an der Grenze aus Richtung Ahlbeck (Swinemünder Chaussee)
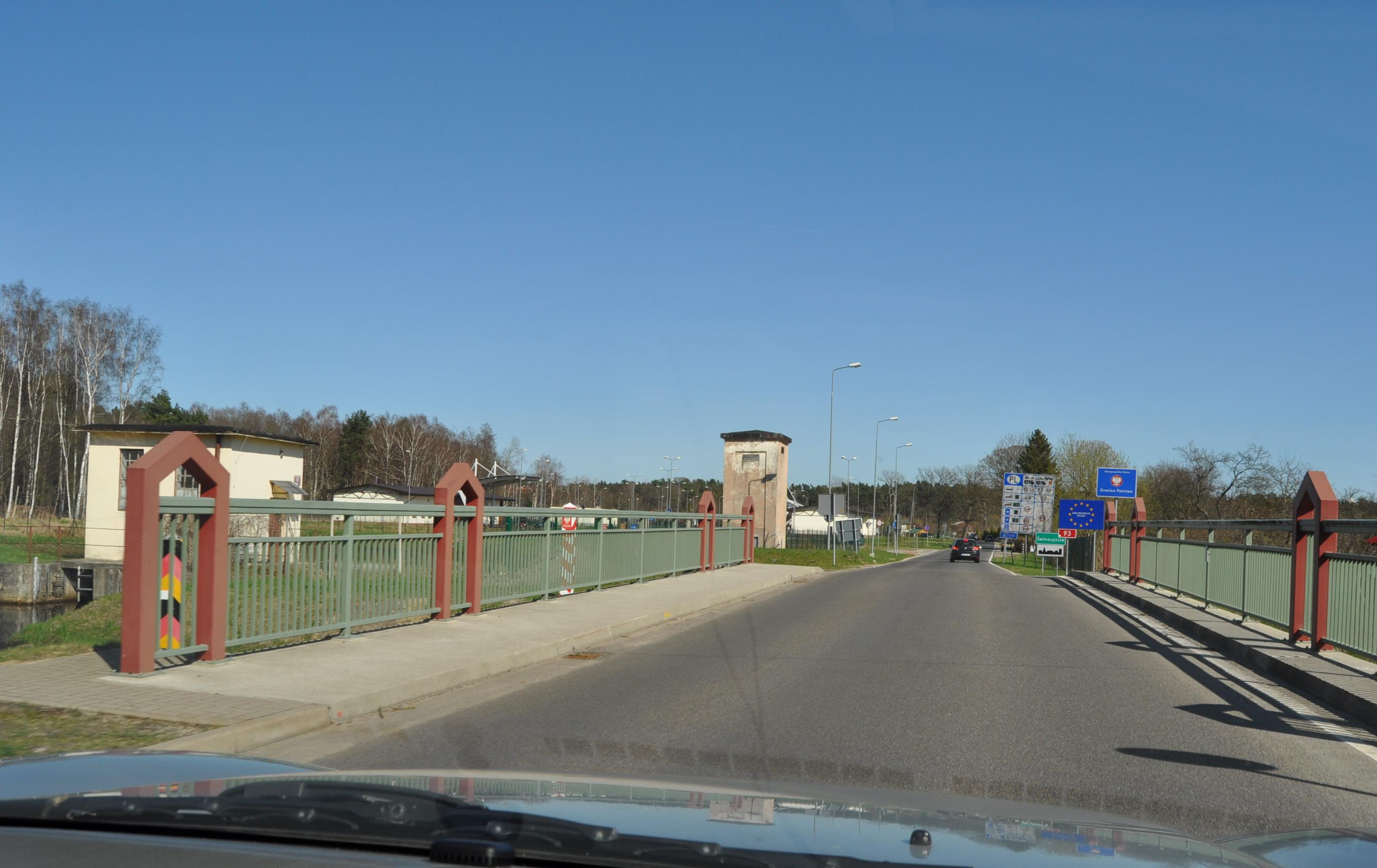
Grenzübergang seit 2007 am Torfgraben aus Richtung Garz/Zirchow (B 110) nach Swinemünde

### Demographie
| Jahr | Einwohner | Anmerkungen |
| ---- | --------- | --- |
| 1777 | 1804      | [ 39 ] |
| 1782 | 1804      | keine Juden |
| 1792 | 2063      | in 310 Häusern |
| 1794 | 2077      | [ 39 ] |
| 1810 | 2751      | keine Juden (im Jahr 1811 337 Privatwohnhäuser)                                                                                  |
| 1812 | 2798      | davon 11 Katholiken, keine Juden                                                                                                 |
| 1816 | 3191      | davon 3166 Evangelisch-lutherische, elf Evangelisch-reformierte, zwölf Römisch-katholische und zwei Juden                        |
| 1821 | 3498      | in 409 Privatwohnhäusern |
| 1831 | 3536      | davon sechs Katholiken und 32 Juden                                                                                              |
| 1843 | 4012      | davon drei Katholiken und 39 Juden                                                                                               |
| 1852 | 4752      | davon 24 Katholiken und 50 Juden; einschließlich Militärpersonen 5446 Einwohner (ohne Militär am Jahresende 1855 4992 Einwohner) |
| 1861 | 5591      | davon 22 Katholiken 74 Juden |
| 1867 | 7176      | am 3. Dezember |
| 1871 | 6839      | am 1. Dezember, davon 6583 Evangelische, 176 Katholiken, acht sonstige Christen, 72 Juden                                        |
| 1875 | 7977      | [ 24 ] |
| 1880 | 8478      | [ 24 ] |
| 1890 | 8508      | davon 243 Katholiken, 109 Juden                                                                                                  |
| 1900 | 10.300    | |
| 1905 | 13.272    | einschließlich der Garnison (ein Bataillon Fußartillerie Nr. 2), davon 402 Katholiken und 122 Juden                              |
| 1910 | 13.914    | am 1. Dezember; davon 13.260 Evangelische, 413 Katholiken und 97 Juden; 784 Militärpersonen                                      |
| 1925 | 18.352    | darunter 17.006 Evangelische, 797 Katholiken, acht sonstige Christen und 128 Juden                                               |
| 1933 | 20.514    | darunter 19.000 Evangelische, 979 Katholiken, neun sonstige Christen und 78 Juden                                                |
| 1939 | 26.593    | darunter 23.472 Evangelische, 1533 Katholiken, 104 sonstige Christen und 24 Juden                                                |

| Jahr      | 1947 | 1960   | 1970   | 1975   | 1980   | 1990   | 1995   | 2005   | 2013   |
| --------- | ---- | ------ | ------ | ------ | ------ | ------ | ------ | ------ | ------ |
| Einwohner | 5800 | 17.000 | 28.100 | 42.400 | 47.100 | 43.300 | 43.361 | 40.993 | 41.371 |

Anzahl Einwohner bis heute in graphischer Darstellung
Die Einwohnerschaft Swinemündes bestand bis zum Ende des Zweiten Weltkriegs aus Deutschen mit überwiegend evangelischer Religionszugehörigkeit. Die seit Kriegsende zugewanderten bzw. im Ort geborenen polnischen Bewohner sind überwiegend katholisch.

## Sehenswürdigkeiten

### Kurviertel
- Promenade: Die Promenade wartet mit zahlreichen Geschäften, Freizeitangeboten, Hotels, Restaurants und Bars auf. Für Freiluftveranstaltungen gibt es eine Konzertmuschel. Nach Westen verbindet die Europapromenade Świnoujście mit den deutschen Seebädern Ahlbeck, Heringsdorf und Bansin – auf einer Länge von insgesamt zwölf Kilometer, was sie zur längsten Promenade Europas macht.
- Strand: Der breite Sandstrand von Świnoujście ist von der Promenade durch einen schmalen Küstenwaldstreifen getrennt. Er wird von einer Strandpromenade begleitet. Im Sommer locken mehrere Strandbars, verschiedene Sportplätze, Kinderspielplätze und andere Aktivitäten zahlreiche Gäste. Der Strand zieht sich ununterbrochen in westlicher Richtung insgesamt über 42 km bis Peenemünde.
- Mühlenbake: Wahrzeichen Świnoujścies auf der 1818 bis 1823 erbauten Westmole. Das Seezeichen wurde 1874 erbaut, die Flügel drehten sich anfänglich noch, sie erzeugten damit das blinkende Leuchtfeuer.[19]
- Kurpark: Der große Kurpark, ab 1826 von Peter Joseph Lenné geplant, verbindet das Kurviertel mit dem Stadtzentrum von Świnoujście.
- Festungsanlagen: Die gut erhaltenen Befestigungsanlagen aus der Preußenzeit: Westfort, die Engelsburg und das Ostfort (am Leuchtturm) – alle sind zu besichtigen und warten mit Ausstellungen auf
- Wasserwerk Świnoujście, Wasserversorgungsanlage mit Besichtigungsmöglichkeit

### Stadtzentrum

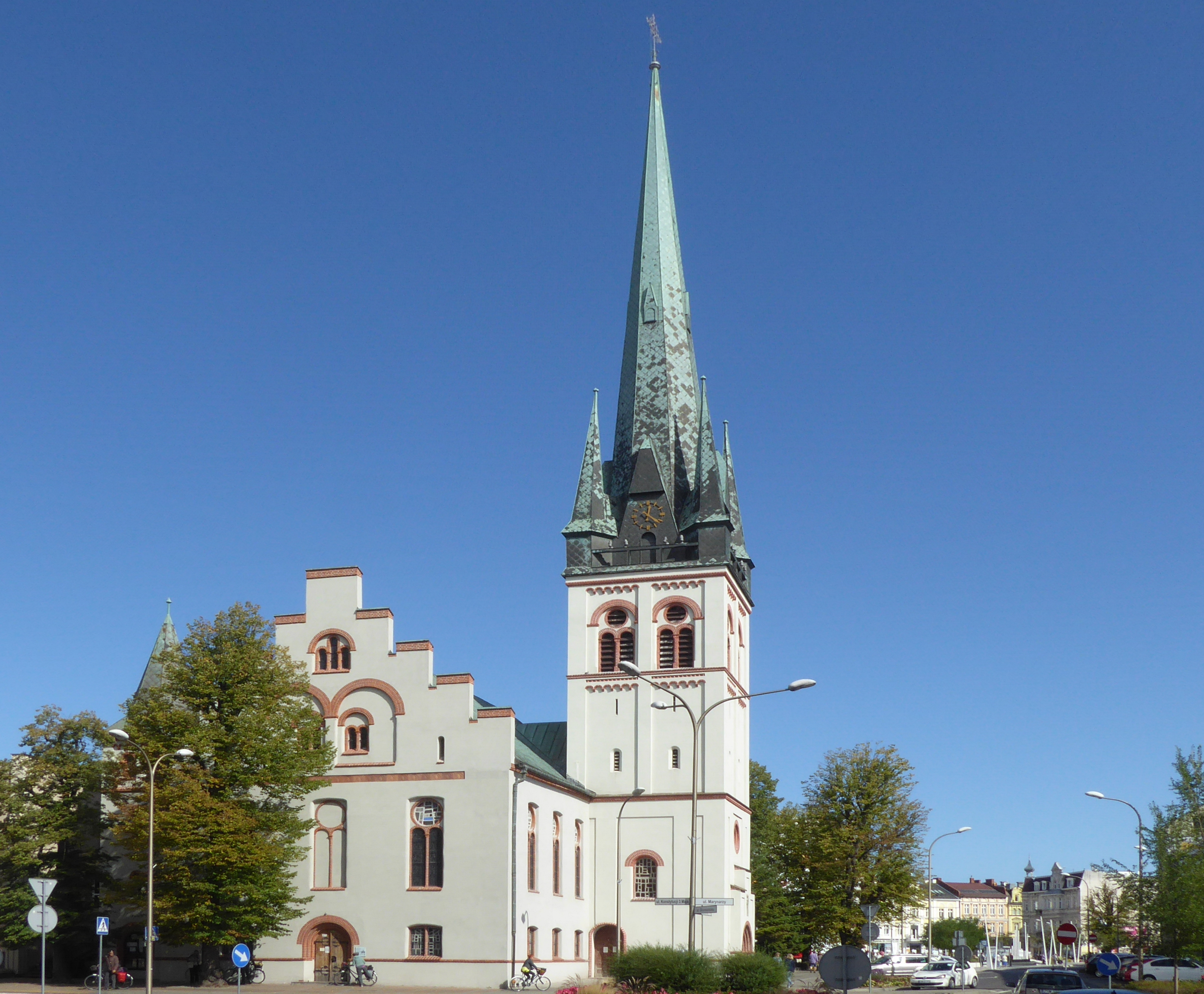
Christus-König-Kirche

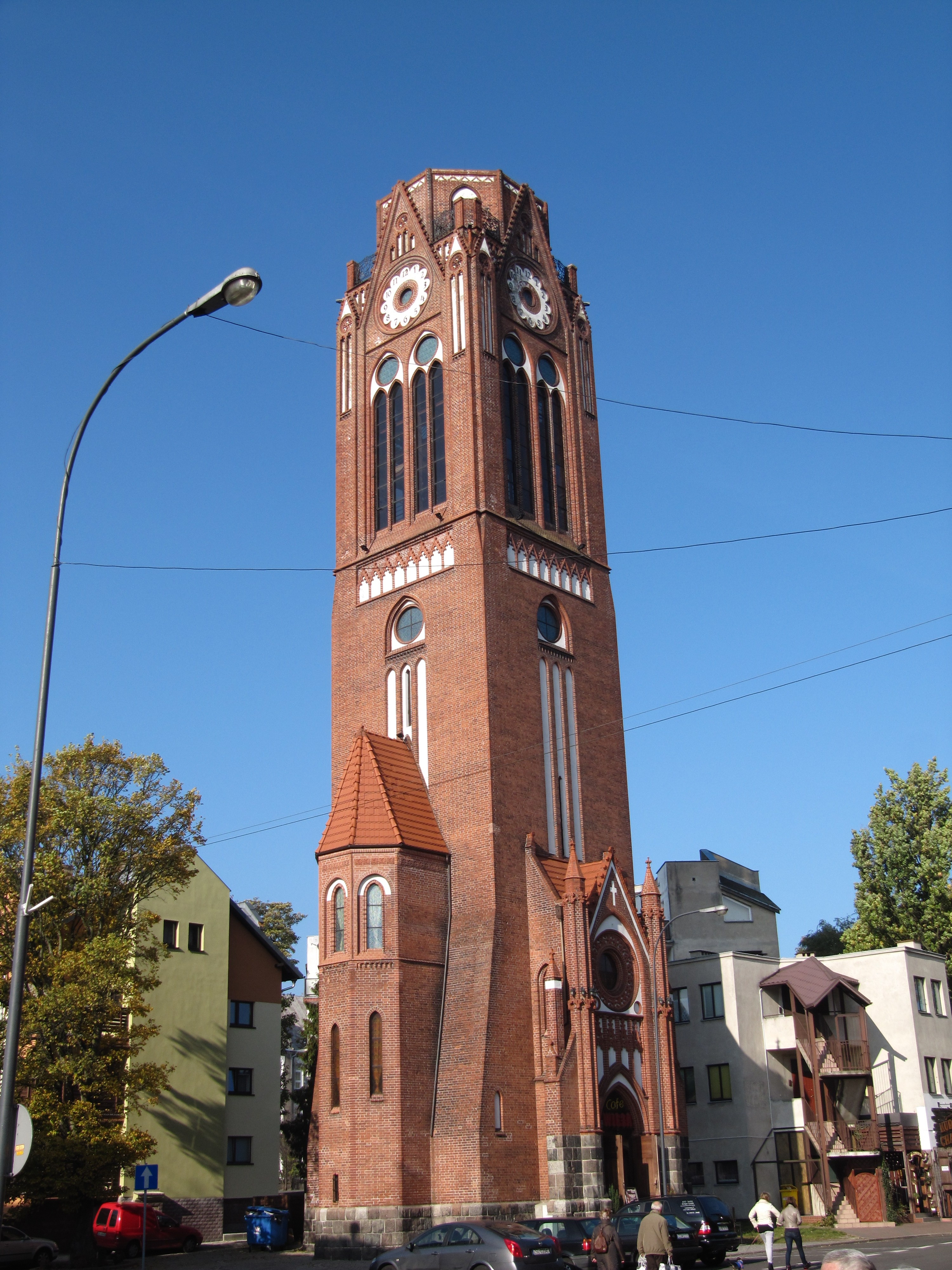
Turm der ehemaligen Lutherkirche, mit Aussichtsturm und Café

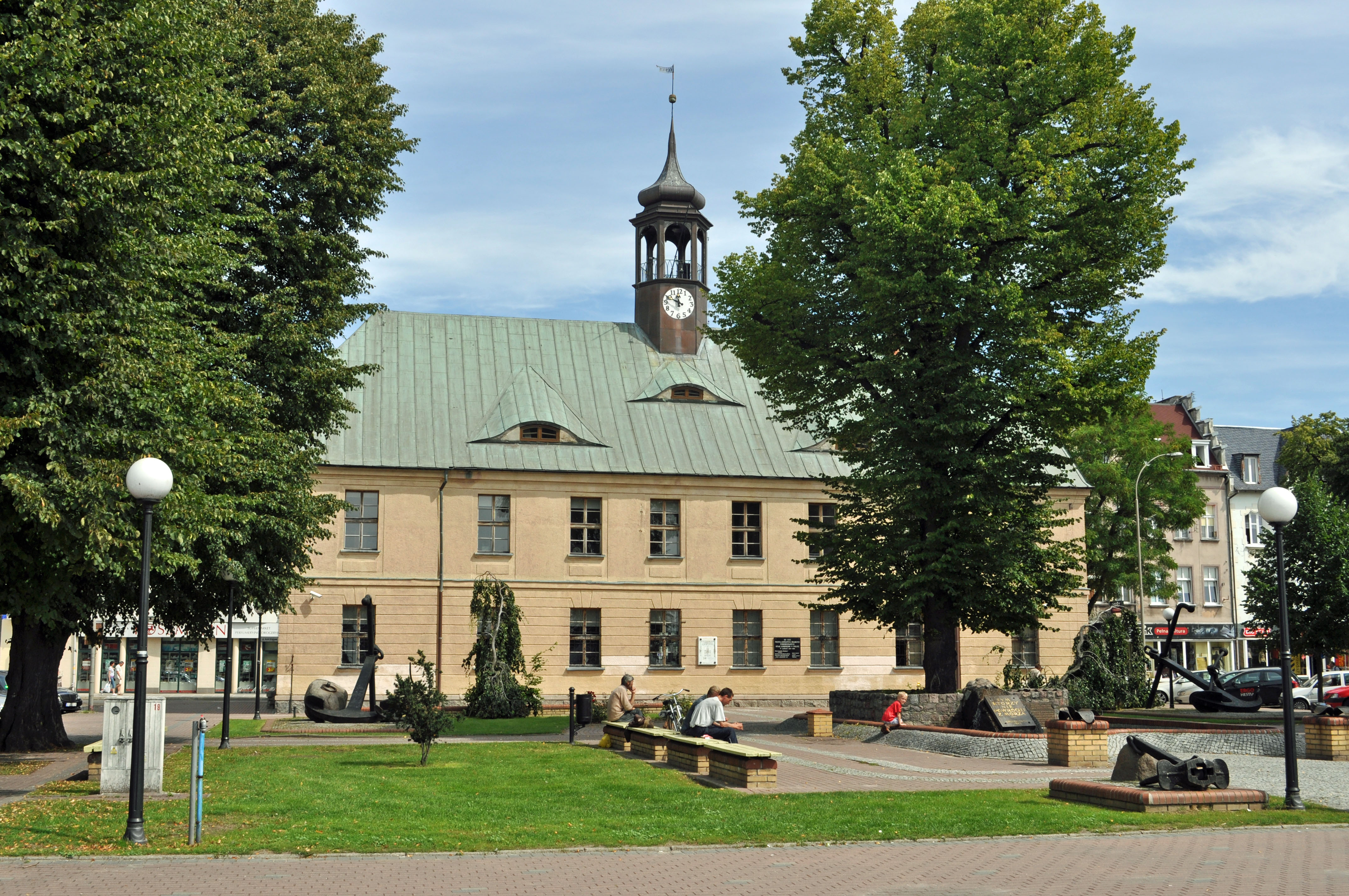
Historisches Rathaus, heute Fischereimuseum

Im Stadtzentrum westlich der Swine auf der Usedomer Seite sind noch einige Gebäude aus der Zeit vor 1945 erhalten. Der Zentralplatz wurde neu gestaltet, seit 2015 ist der große Einkaufspalast „Corso“ Attraktion in der Stadt.
- Historisches Rathaus: Das alte Rathaus wurde 1805/1806 nach einem Entwurf von Maner erbaut.[48] Den Turm mit Uhr erhielt das Gebäude, das das erste Rathaus der Stadt und Sitz mehrerer Behörden war, im Jahr 1836. Von 1932 bis 1945 waren in dem Gebäude ein Regionalmuseum und die Stadtsparkasse untergebracht. Gegenwärtig dient es als Museum für Hochseefischerei.
- Alte Post, 1878 als Post- und Telegraphenamt der Reichspost erbaut.
- Christus-König-Kirche, 1788/92 als erste evangelische Kirche in Swinemünde gebaut, 1881/91 umgebaut mit neuem Turm, 1906 benannt zu Christuskirche, seit 1951 katholische Pfarrkirche Christus König. Im Inneren hängt ein drei Meter langes Votivschiff, im Sommer finden regelmäßig Orgelkonzerte an der Steinmeyer-Orgel von 1927 statt.[49]
- Maria-Meeresstern-Kirche, 1896 als katholische Kirche geweiht, mit Glasmalereien und Grüneberg-Orgel
- Lutherkirchturm: Rest der Lutherkirche, die 1905/1906 nach Entwurf von Fritz Gottlob im neugotischen Stil erbaut worden war.[50] Sie wurde 1945 leicht beschädigt und 1962 fast vollständig abgetragen. Erhalten blieb nur der Turm, der 67 Meter hoch war und seit 2007 Aussichtsturm mit Café ist.
- Gedenktafel für die Stadtapotheke gegenüber der Christus-König-Kirche, an der ul. Marynarzy 7, die der Vater von Theodor Fontane von 1827 bis 1832 geführt hatte.[51][52][53] Der Originalbau hat die Zeit nicht überstanden.
- Swine-Freileitungskreuzung Swinemünde: Kreuzung der Swine durch eine 110-kV-Hochspannungs-Freileitung mit einer Spannweite von 437 Metern, die von den höchsten Stahlrohrmasten Polens getragen wird.
- die ehemalige Synagoge von 1859 und die beiden jüdischen Friedhöfe wurden nach 1938 vollständig beseitigt[54]

### Wolliner Seite
- Leuchtturm: Der östlich der Swine (auf der Insel Wollin) gelegene, in preußischer Zeit im Jahr 1857 fertiggestellte Leuchtturm ist mit 64,8 m (68 m über See) der höchste an der Ostseeküste. Er wurde nach 1990 aufwendig saniert und kann seitdem bestiegen werden (308 Stufen). Er bietet einen weiten Blick über Stadt und Hafen sowie entlang der Ostseeküste nach West und Ost.[19]
- Ostfort (Fort Gerhard) am Leuchtturm, siehe Festung Swinemünde
- Die Zentralmole (bis 2013 Ostmole) wurde 1818 bis 1823 erbaut und gilt als längste Steinmole Europas. Sie ist 1500 m lang und besitzt eine Promenade. Neben ihr befindet sich der moderne Lotsenturm. Nach der Fertigstellung einer 280 Meter langen, ostwärts gerichteten, rechtwinklig zur alten Mole erbauten Sicherungsmole sowie der neuen 3000 m langen Ostmole am Gashafen wurde die Mole Ende 2013 in Zentralmole umbenannt[55].

## Städtepartnerschaften und Städtepatenschaft
- Ystad, Schweden (seit dem 25. Januar 1990)
- Nordenham, Deutschland (seit dem 13. August 1992)
- Swetly, Russland (seit dem 14. Mai 1993)
- Landkreis Vorpommern-Greifswald, Deutschland (seit dem 29. Oktober 1998)
- Heringsdorf, Deutschland (seit dem 3. September 2007)

Zudem ist die Stadt Flensburg seit 1956 Patenstadt der Stadt. Die Patenschaft basiert auf Verhandlungen mit Heimatvertriebenen, den sogenannten Swinemündern. Im Stadtarchiv Flensburgs befindet sich auf Grund der Patenschaft daher das Swinemünder Archiv, das Fotos, Zeitungen und weitere Erinnerungsstücke der Swinemünder enthält und das ehemalige deutsche Swinemünde dokumentiert.

## Wirtschaft
Hafen

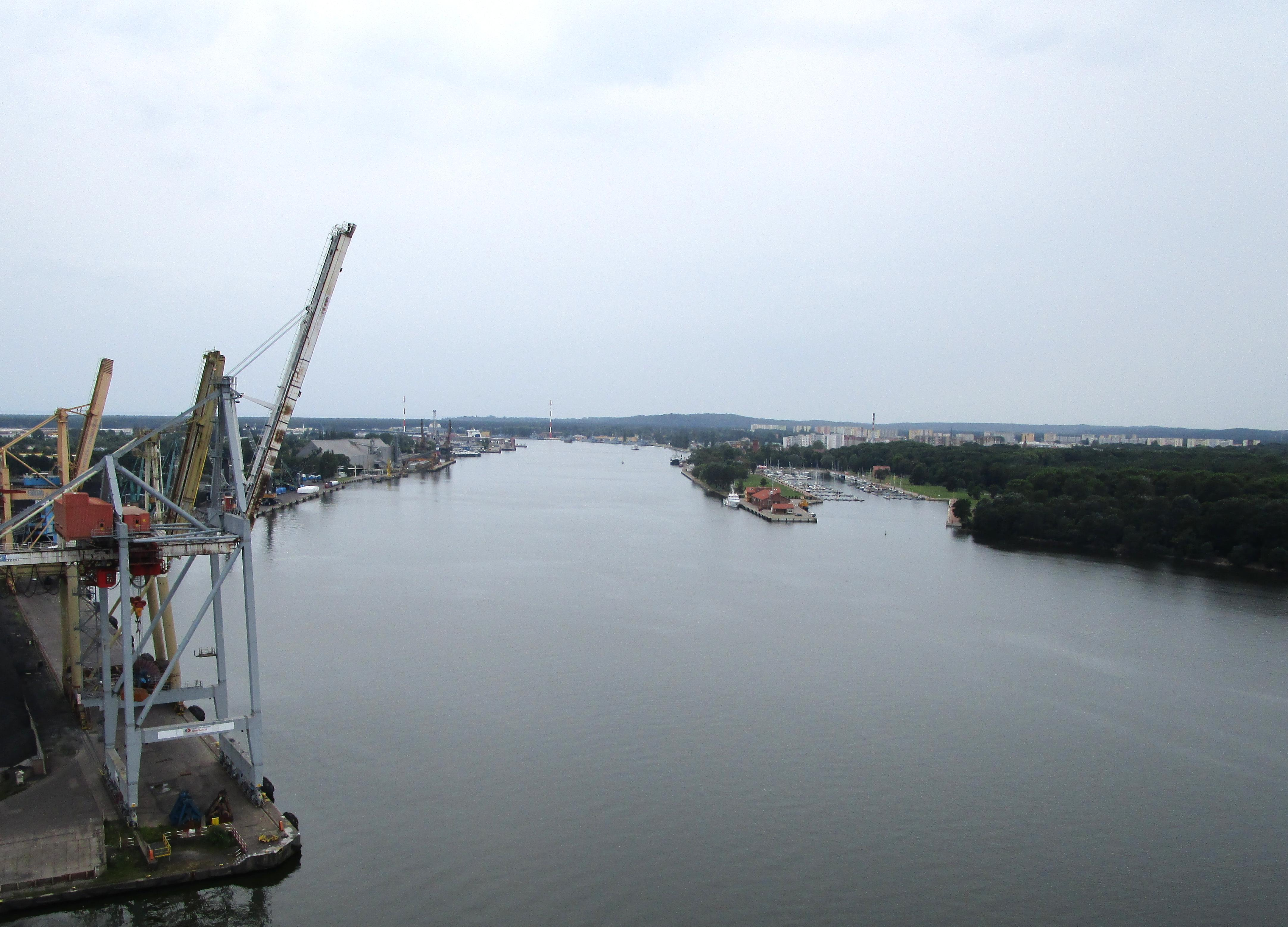
Hafenbereiche von Swinemünde – links Handels- und Fährhafen, rechts Stadt- und Militärhafen, sowie Marina

Der Seehafen von Świnoujście ist einer der bedeutendsten Umschlagplätze in Polen und an der Ostseeküste. Seit dem EU-Beitritt Polens ist auch der Kreuzfahrtverkehr stetig bedeutender geworden.
Der Hafen teilt sich in vier Bereiche, den Handelshafen, den Fährhafen für die Skandinavienfähren, den Stadthafen für Ausflugs- und Technikschiffe sowie den Militärhafen. Diese Hafenbereiche sind eine wichtige Stütze der Wirtschaft Swinemündes. Hinzu kommt die zum Stadthafen zählende Marina.
Die Bremer Burmester Werft unterhielt von 1941 bis 1945 in Swinemünde speziell für die Kriegsproduktion zwei Zweigwerften, die Yacht- und Bootswerft Burmester Räumbootswerft und die Ernst Burmester Schiffswerft KG für den Kriegsfischkutter-Bau. Unter anderem wurde das heutige Segel-Frachtschiff Tres Hombres dort 1943 als Kriegsfischkutter gebaut.
Ein neuer Containerhafen ist geplant
Tourismus
Świnoujście ist mit seinen Stränden und diversen Sehenswürdigkeiten eines der beliebtesten Urlaubsziele in Polen. 2013 wurden 1,4 Millionen Übernachtungen in Swinemünde registriert, knapp 15 Prozent mehr als im Vorjahr. Auch der Tagestourismus aus dem vorpommerschen Umland ist ein bedeutender Faktor.
Gazoport

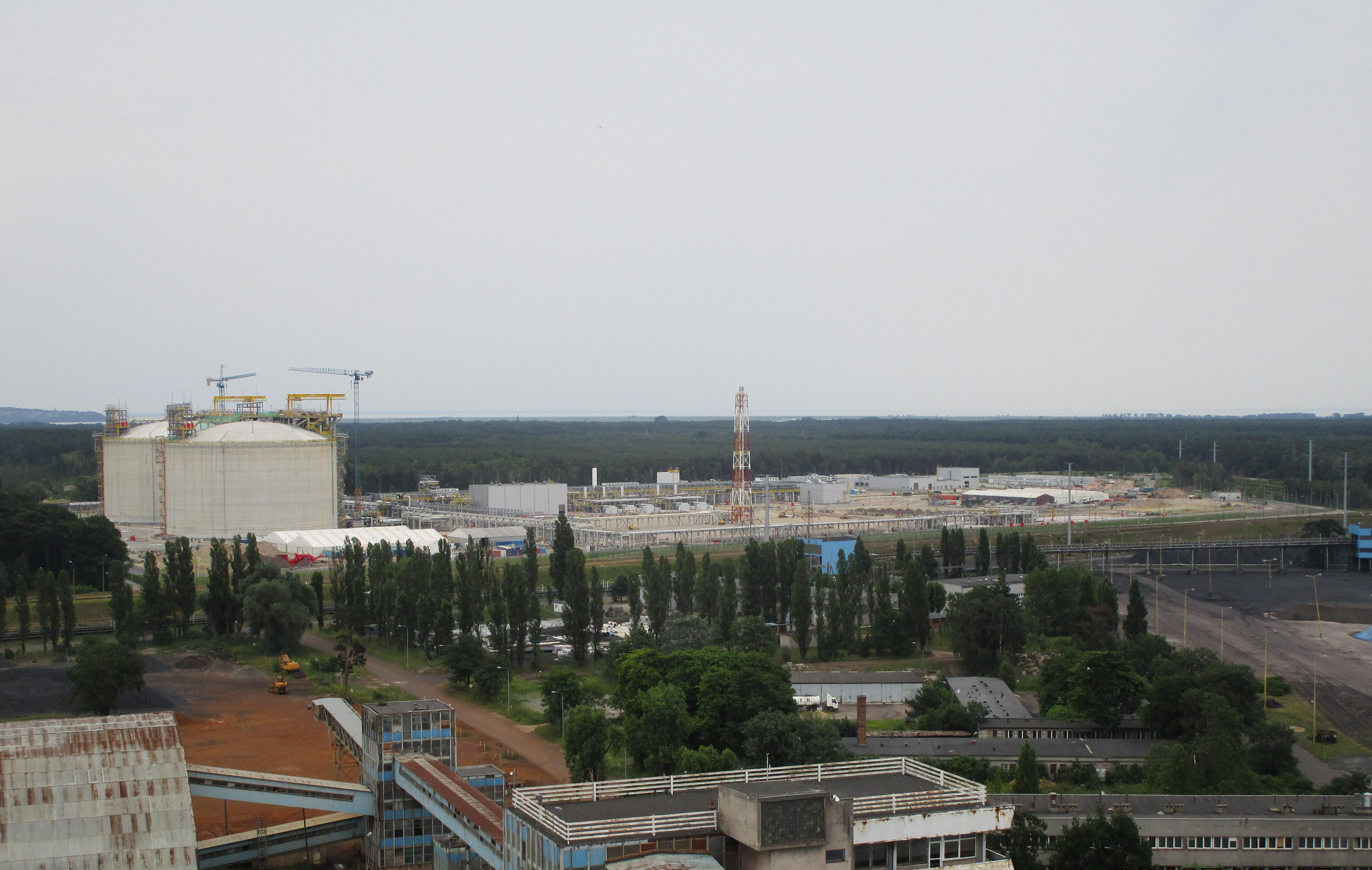
Der neue Gasport vom Leuchtturm gesehen – 2015

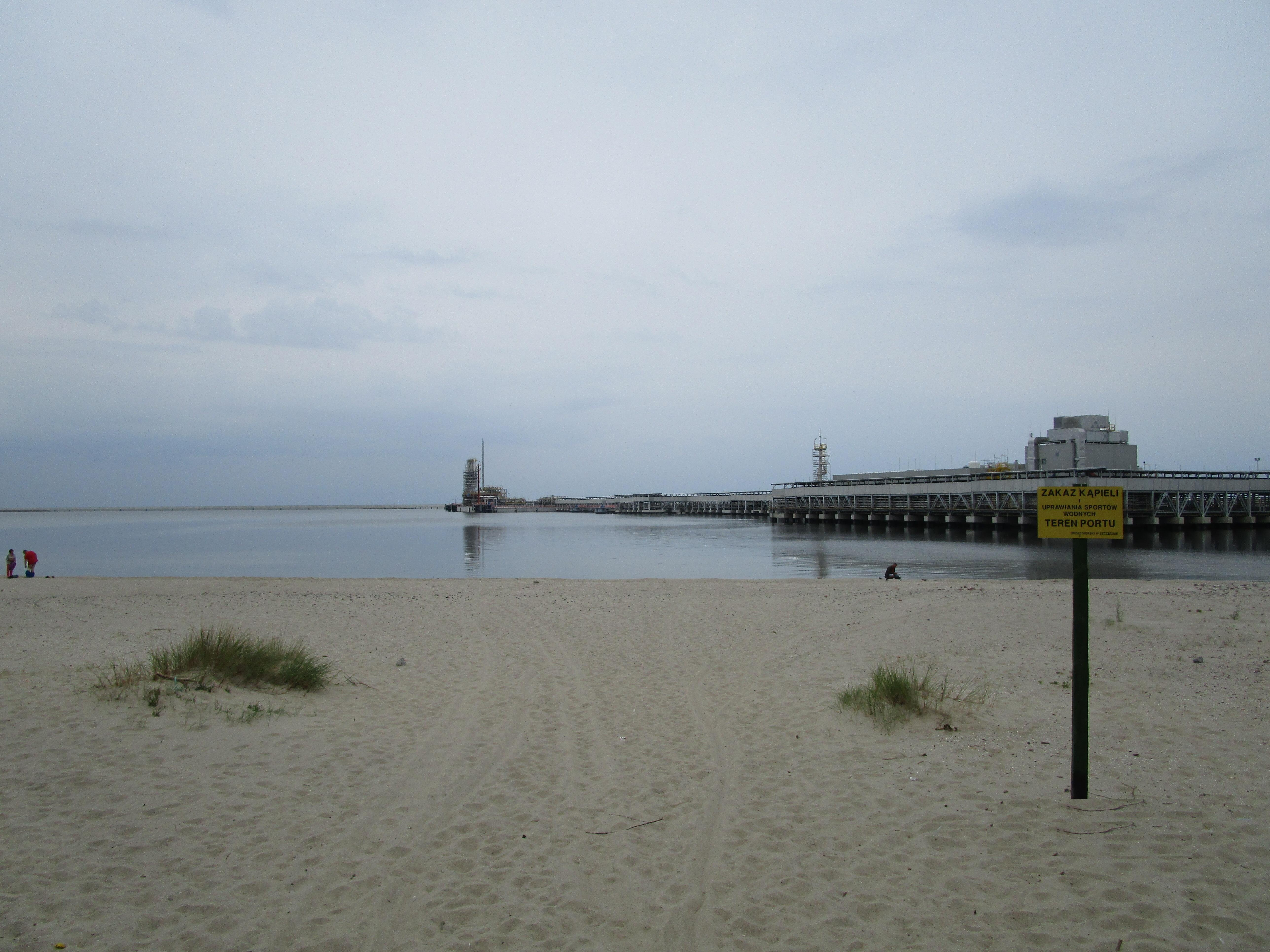
Die neue Ostmole für den Gasport (2,97 km lang) mit Anlegeplattform und Pumpstationen

2010 wurde das Projekt Gazoport auf der Insel Wollin ca. 1,3 km östlich der alten Ostmole begonnen, um große Mengen verflüssigtes Erdgas aus Katar und Algerien importieren zu können. Die Investitionen betrugen 700 Millionen Euro. Das Projekt führte zu einem Rechtsstreit mit dem Betreiber der Erdgas-Pipeline Nord Stream. Die polnische Seite forderte, die Pipeline vor Świnoujście im Meeresboden zu versenken, um die Hafenzufahrt für die Erdgastanker zu ermöglichen.
Für das Anlegen der großen Gastanker wurde 2014 eine neue 2970 Meter lange neue Ostmole mit Anlegeplattform und Pumpstationen errichtet sowie zwei große Speichertanks und Leitungsbrücken vom Schiffsanleger zu den Tanks. Auch eine große Verarbeitungs- und Verteileranlage wurde erstellt.

## Verkehr

### Kraftfahrzeuge und Fähren
Zwischen den beiden Stadthälften besteht eine kostenfreie Fährverbindung im 20-Minuten-Takt über die Swine, die für alle Fußgänger und Radfahrer, aber nur für Kraftfahrzeuge (unter 3,5 t mit dem KfZ-Kennzeichen „ZSW“) der Anwohner nutzbar ist (Ausnahmen sind Fahrzeuge mit Sondergenehmigung und 3–4 Nächte je Woche, in denen alle fahren dürfen). Die Fährverbindung wird mit Fähren des Typs Bielik bedient. Bei Kaseburg befand sich die zweite, kostenfreie Fährverbindung für den Schwerlastverkehr sowie für auswärtige und ausländische Kraftfahrzeuge. Diese Fähre verkehrte meist im 30-Minuten-Takt. Mit der Inbetriebnahme des Swinetunnels wurde der Fährverkehr hier eingestellt.
Der Stadtverkehr erfolgt durch diverse Buslinien. Diese sind für Personen ab 70 Jahren kostenlos, außerdem generell am autofreien Tag (22. September) und an Allerheiligen.
Mit den zwei Zuführungen zur Fähre Swinemünde-Stadt Droga krajowa 3 und zum Swinetunnel, die sich bei Haferhorst wieder zur DK 3 vereinigen, geht die Verbindung über die Insel Wollin in Richtung Misdroy, wo die Droga wojewódzka 102 in Richtung Kolberg von der DK 3 abzweigt, und weiter nach Südost über Wolin (Stadt) in das rund 100 Kilometer entfernte Stettin. Geplant ist, Swinemünde über die S 6 mit dem östlich gelegenen Ostseeraum zu verbinden.
Für die küstennahen Gebiete Norddeutschlands ist die Verbindung über Swinemünde in Richtung ehemaliges Hinterpommern und Danzig sowie Ostpreußen mit dem Swinetunnel die streckenmäßig kürzeste Verbindung.
Ein Straßengrenzübergang nur für Reisebusse und Radfahrer wurde im April 2007 im Verlauf der Bundesstraße 110 im Süden der Stadt am Torfgraben – nahe dem Golm – in Richtung Garz/Zirchow geöffnet. Am 21. Dezember 2007 wurde im Rahmen von Polens Beitritt zum Schengener Abkommen die Grenze zum deutschen Teil der Insel Usedom zur „grünen Grenze“. Kontrollen an allen Grenzübergängen zu Deutschland wurden eingestellt. Seitdem sind auch beide Grenzübergänge nach Garz und nach Ahlbeck für den allgemeinen Straßenverkehr (ausgenommen LKW über 3,5 t) freigegeben.
Tunnel
Mit dem Konsortialführer Porr wurde am 17. September 2018 der Vertrag über den Tunnelbau unter der Swine bzw. dem Kanal unterzeichnet. Die Bauarbeiten begannen Anfang März 2021. Die Verkehrsfreigabe des Tunnels erfolgte am 30. Juni 2023.
Von den vorgesehenen 209 Mio. Euro Baukosten wurden 85 % von der EU übernommen. Durch den Tunnel wird die Fahrzeit zwischen Usedom und Wolin verkürzt und das Risiko, dass bei Hochwasser, Eislagen und Sturm keine Überquerung der Swine per Fähre möglich ist, beseitigt. Alternativ war wegen der schwierigen Bodenverhältnisse (Schwemm- und Moorland) auch eine Brücke im Gespräch, wozu es schon vor 1945 Vorüberlegungen gab.

### Eisenbahn
Parallel zur DK 3 verläuft von Ostswine (Warszów) die Eisenbahnstrecke mit einem Bogen über Misdroy, Wollin (Stadt) und Goleniów nach Stettin.
Bis Juni 2008 wurde die Bahnstrecke Züssow – Wolgast Hafen – Zinnowitz – Heringsdorf – Ahlbeck der Usedomer Bäderbahn (UBB) von der bisherigen Endstation Ahlbeck Grenze zum neu errichteten Bahnhof Świnoujście Centrum verlängert, die seit dem 20. September 2008 regulär befahren wird.
Die Reaktivierung der Bahnstrecke über den Südwesten Usedoms und die im Krieg bis auf das Hubgestell völlig zerstörte Hubbrücke Karnin ist angedacht, um die Reisezeit mit der Eisenbahn aus Richtung Berlin und Stettin entscheidend zu verkürzen und um die Versorgung Swinemündes auch mit Güterzügen zu ermöglichen. Dort wäre ein vollständiger Neubau erforderlich, dessen Wirtschaftlichkeit bisher fraglich ist.

### Schiffe
Vom Stadtteil Warszów auf Wollin aus bestehen Fährverbindungen der Unity Line nach Ystad, der TT-Line nach Trelleborg und mit Finnlines nach Malmö in Schweden.
Ebenfalls bietet die Reederei TT-Line in den Sommermonaten jeweils samstags eine Überfahrt auf die Insel Bornholm (Rönne) an. Die Fahrzeit beträgt zwischen 5 und 6,5 Stunden.

### Fußgänger und Radfahrer
Durch Swinemünde verlaufen mehrere offizielle Radfernwege, so vor allem der Ostseeküsten-Radweg, der um die Ostsee führt, und der Iron Curtain Trail, der über fast 10.000 Kilometer durch zwanzig Länder Europas von Norwegen bis zum Schwarzen Meer entlang des ehemaligen Eisernen Vorhangs verläuft.
Der Grenzübergang zum Nachbarort Ahlbeck durfte bis 2007 nur von Fußgängern und Radfahrern passiert werden.
2011 wurde die mit 12 Kilometer längste Promenade Europas von Bansin bis Swinemünde durchgehend für Fußgänger und Radfahrer geöffnet. Sie war vorher zwischen Ahlbeck und Swinemünde neu und modern gestaltet worden. An der Grenze wurde ein Grenzdenkmal errichtet.

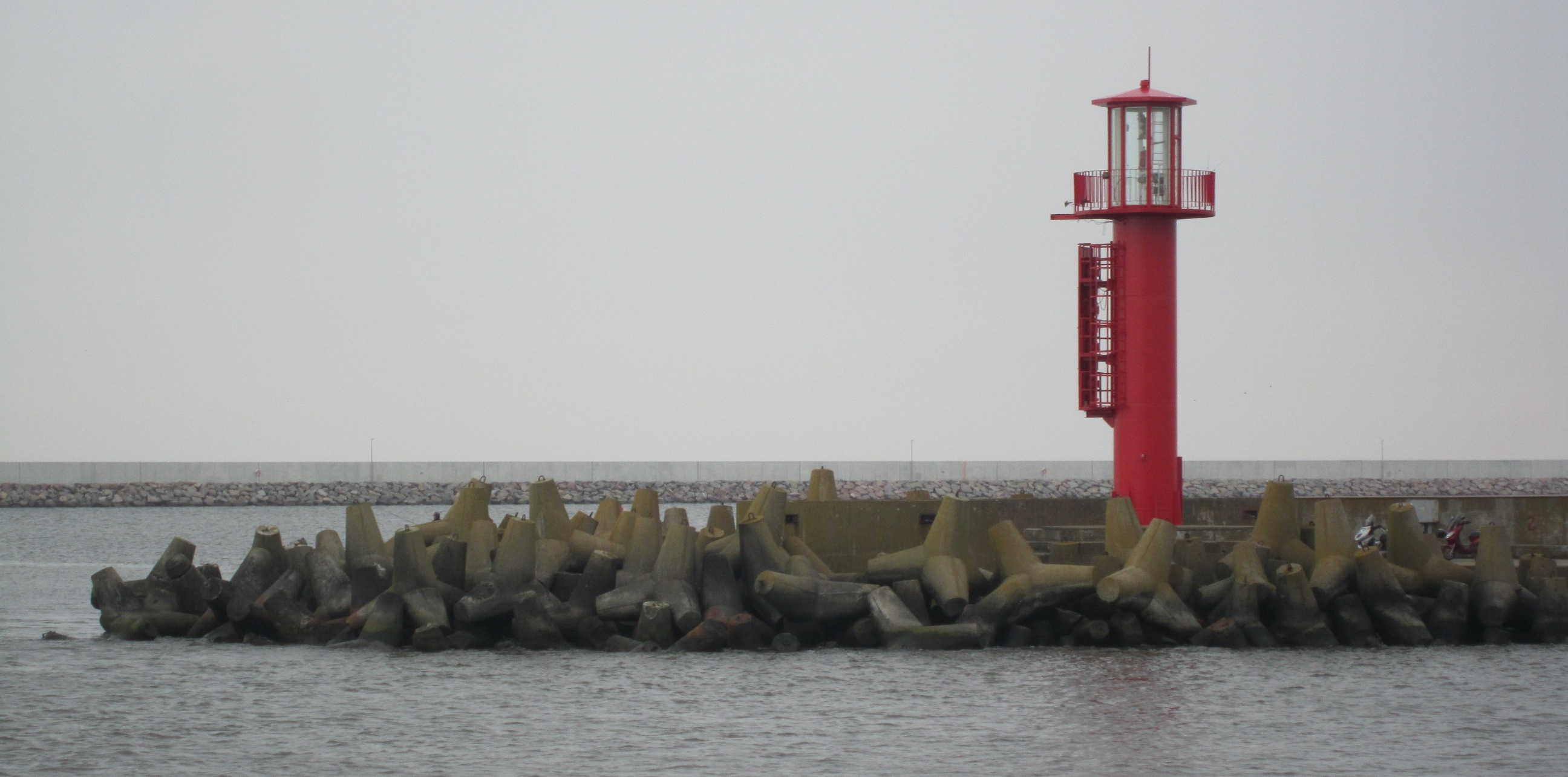
Östliche Leuchtbake an der Mündung der Swine in die Ostsee, geschützt durch Tetrapoden.
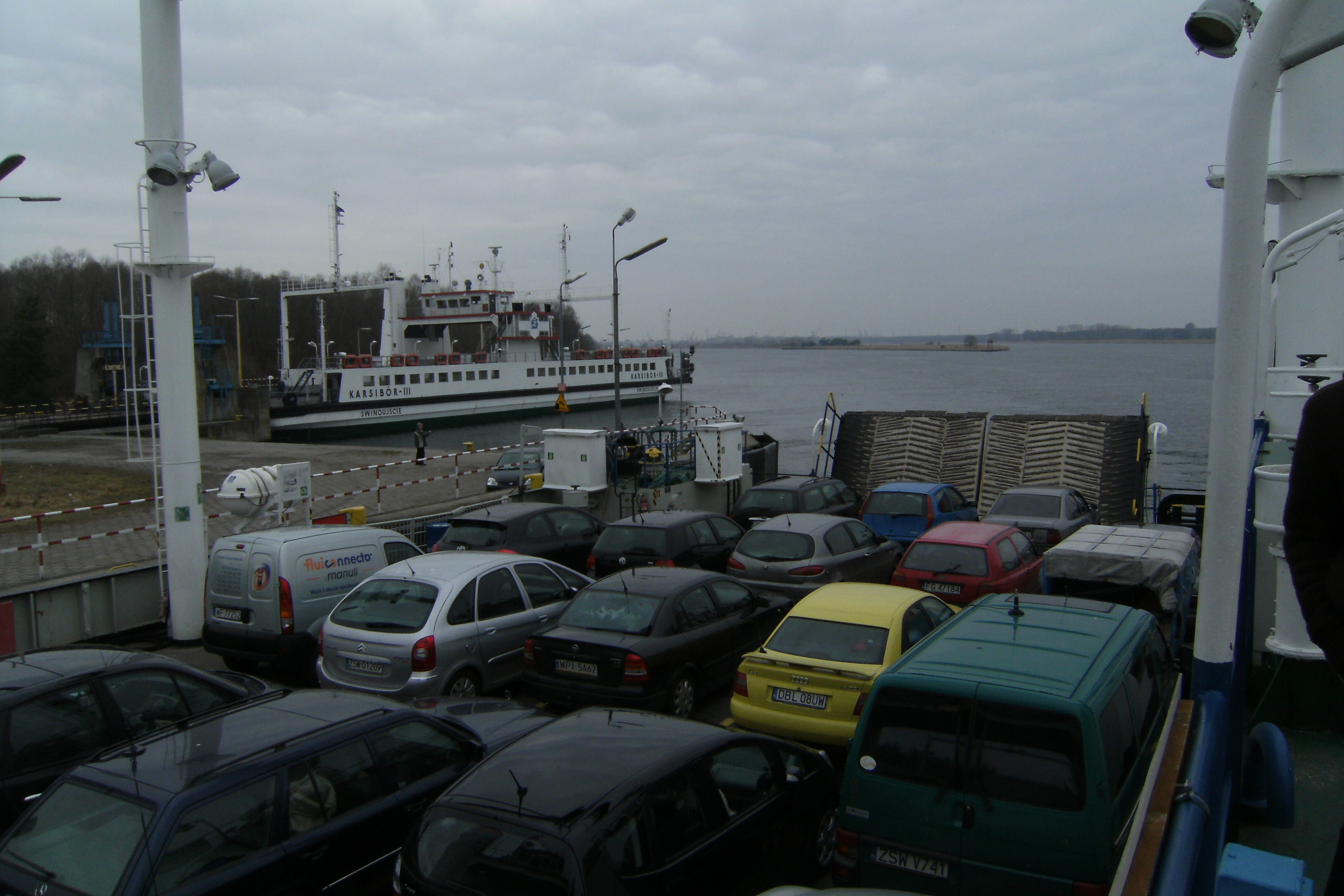
Fähranlage bei Kaseburg-Swinemünde
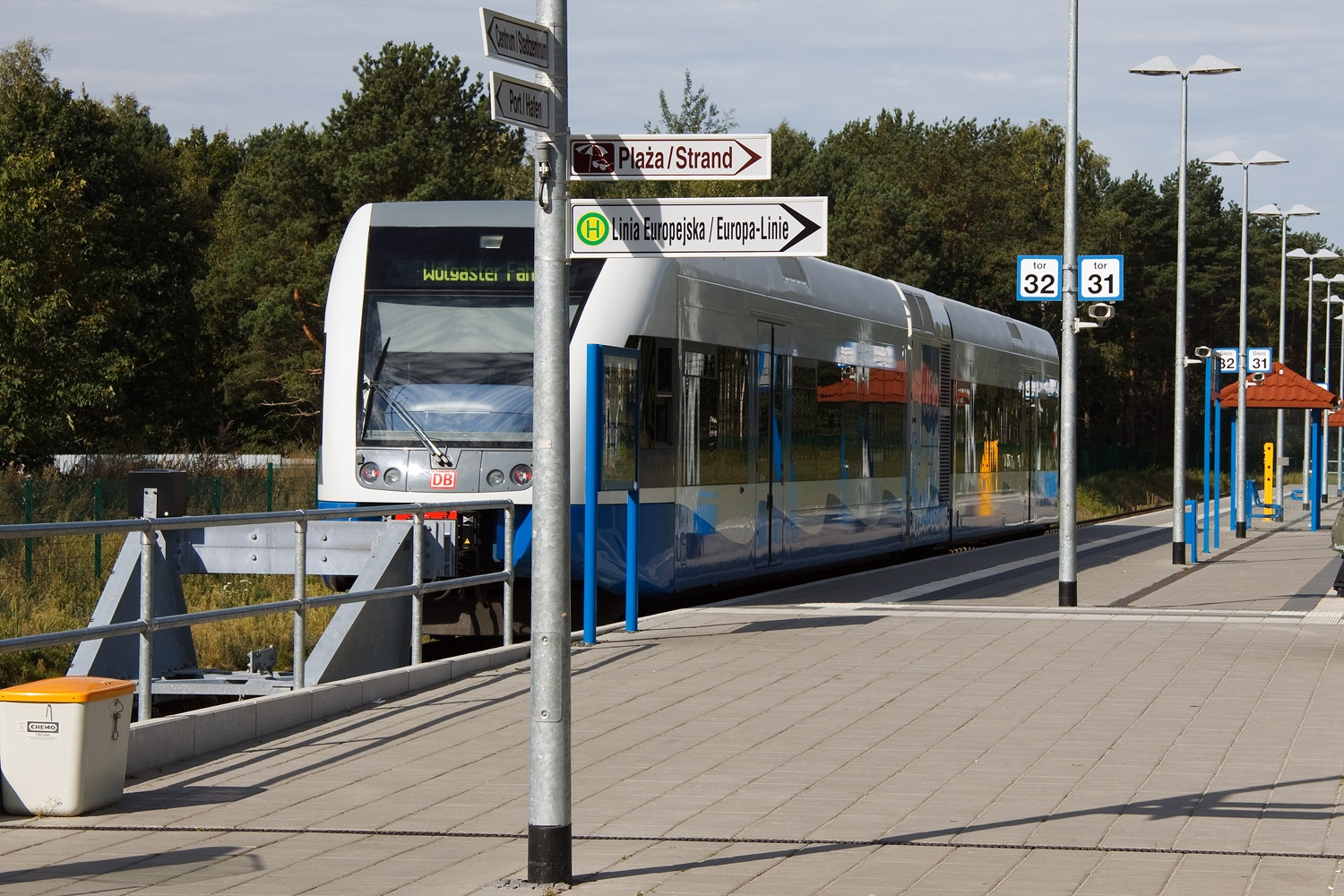
Bahnhof Świnoujście Centrum der Usedomer Bäderbahn

## Persönlichkeiten

### Söhne und Töchter der Stadt
- Karl von Rosenberg (1798–1880), preußischer Generalleutnant, zuletzt Kommandeur der 14. Infanterie-Brigade
- Moritz Gottgetreu (1813–1885), Architekt
- Robert Klempin (1816–1874), Archivar und Historiker
- Rudolf Gottgetreu (1821–1890), Architekt
- Hermann Scherenberg (1826–1897), Maler, Illustrator und Karikaturist
- Emmy Eschricht (1834–1900), Autorin
- Klara Bauer (1836–1876), Romanschriftstellerin
- Ernst Scherenberg (1839–1905), lyrischer Dichter
- Ernst Pfeiffer (1847–1917), Mathematiker und Pädagoge
- Alfred Ploetz (1860–1940), Arzt und Begründer der Rassenhygiene/Eugenik in Deutschland
- Otto Hartwich (1861–1948), Theologe, Domprediger in Bremen
- Georg Kropp (1865–1943), Gründer der ersten deutschen Bausparkasse
- Arthur Kunstmann (1871–1940), Reeder
- Elsa von Freytag-Loringhoven (1874–1927), Künstlerin des Dadaismus
- Heinrich von Gagern (1878–1964), Politiker
- Leopold von Ubisch (1886–1965), deutsch-norwegischer Zoologe
- Karl Zech (1892–1944), Reichstagsabgeordneter der NSDAP, SS-Gruppenführer
- Eberhard von Schwerin (1894–1959), Journalist
- Heinrich Stahmer (1897–1958), Politiker (KPD, SPD)
- Hans Grüneberg (1899–unbekannt), Politiker (NSDAP)
- Rolf Wilke (1899–nach Mai 1965), Schriftsteller
- Walter Schmiele (1909–1998), freier Schriftsteller und Übersetzer
- Hans Krüger (1912–1970), SS-Hauptsturmführer
- Max Schädel (1914–unbekannt), deutscher Ingenieur
- Christel Peters (1916–2009), Schauspielerin
- Ilse Hannes-Schmidt (1916–2006), Erzieherin und Künstlerin
- Erwin Kreetz (1919–1945), Deserteur im Zweiten Weltkrieg, hingerichtet in den letzten Kriegstagen
- Gisela Müller-Wolff (1922–2000), Volkswirtin und Politikerin (SPD)
- Hans-Werner Grosse (1922–2021), Segelflieger
- Hellmut Hannes (1925–2023), Physiker und Geschichtsforscher
- Walter Bredendiek (1926–1984), evangelischer Kirchenhistoriker, Funktionär der DDR-CDU
- Joachim Franke (1926–2013), Psychologe und Hochschullehrer
- Ingeborg Retzlaff (1929–2004), Frauenärztin, Geburtshelferin und Psychotherapeutin
- Jürgen Stroech (1930–2023), deutscher Bibliothekar und Historiker
- Rolf Jülich (1932–2005), Schauspieler und Synchronsprecher
- Gisela Stein (1934–2009), Theaterschauspielerin
- Illo von Rauch-Wittlich (1935–2024), Malerin und Glasmalerin
- Christoph Buggert (* 1937), Schriftsteller
- Hans-Peter Schultze (* 1937), Paläontologe
- Ulrich Hundt (1937–2018), Marineflieger, Flottillenadmiral a. D. der Bundesmarine
- Karl-Heinz Appelmann (* 1939), Illustrator und Gebrauchsgrafiker
- Erwin Rosenthal (* 1939), Philosoph, Hochschullehrer und Heimatforscher
- Nils Burwitz (* 1940), Maler
- Wolfgang Grünberg (1940–2016), evangelischer Theologe und Hochschullehrer
- Bernd Heyden (1940–1984), Fotograf
- Wolf E. Schultz (* 1940), bildender Künstler
- Konrad Kwiet (* 1941), deutsch-australischer Historiker
- Albert von Mutius (* 1942), Rechtswissenschaftler
- Hubertus von Grünberg (* 1942), Manager
- Sigrun Löwisch (* 1942), Politikerin (CDU)
- Joachim Bischoff (* 1944), Ökonom und Journalist
- Erk Volkmar Heyen (* 1944), Rechtswissenschaftler
- Gerd Wartenberg (* 1944), Politiker (SPD)
- Bernd A. Wegener (* 1944), Soziologe
- Gisela Köpke (1947–2021), deutsche Leichtathletin
- Marcin Adamski (* 1975), polnischer Fußballspieler
- Marzena Cieślik (* 1981), Miss Polonia 2006
- Michał Ruciak (* 1983), Volleyballspieler
- Miłosz Brzozowski (* 2004), Fußballspieler

### Persönlichkeiten, die am Ort gewirkt haben
- Friedrich Wilhelm Krause (1765–1840), Reeder und Kaufmann, Senator der Stadt
- Theodor Fontane (1819–1898), lebte hier von seinem 7. bis zum 12. Lebensjahr (1827–1832)[83]
- Maria Konopnicka (1842–1910), hielt sich hier zur Kur auf, wovon eine Gedenktafel zeugt
- Wilhelm Kunstmann (1844–1934), deutscher Reeder, gründete hier 1870 die Reederei W. Kunstmann
- Robert Burkhardt (1874–1954), Schulrektor, später Leiter des Stadtarchivs

### Bürgermeister (1801 bis 1945)
- Carl August Wilhelm Kirstein seit (1801 bis 1809)
- Johann Friedrich Julius Kastner (1809 bis 1821)
- Johann Michael Beda (1821 bis 1830)
- Karl Friedrich Kirstein (1830 bis 1846)
- August Hermann Schultz-Voelker (1846 bis 1867)
- Eduard Ferdinand Eggebrecht (1868 bis 1892)
- Ernst Wegener (1892 bis 1900)
- Walter Grätzel von Grätz (1901 bis 1924)
- Erich Leschke (1924 bis 1933)
- Berenger Elsner von Gronow (1933 bis 1936)
- Walter Neum (1936 bis 1945, ab 1941 im Kriegseinsatz)
- Max Mildebrath (1941 bis 1945, kommissarisch als Neums Stellvertreter)

### Stadtpräsidenten (seit 1990)
Swinemünde wird seit 1987 von einem Stadtpräsidenten (prezydent miasta) geführt, als eine von elf polnischen Städten, welche die dafür eigentlich nötige Zahl von 50.000 Einwohnern damals nicht erreichten. Auch als 1990 diese Untergrenze auf 100.000 Einwohner erhöht wurde, behielt die Stadt dieses Privileg.
- Leszek Miłosz (1990 bis 1994)
- Krzysztof Adranowski (1994 bis 1998)
- Stanisław Możejko (1998 bis 2000)
- Janusz Dziekoński (2000 bis 2002)
- Janusz Żmurkiewicz (2002 bis 2024)
- Joanna Agatowska (seit 2024)

## Musik
Ein in den 1920er Jahren populäres Foxtrot-Lied von Robert Katscher trägt den Titel Ich fahr’ auf Vierzehn Tag’ nach Swinemünde. Der Text unterstreicht die Bedeutung, die Swinemünde schon damals als Bade- und Erholungsort hatte.  Ein ähnliches Stück aus dieser Zeit trägt Swinemünde ebenfalls im Namen: Zwischen Heringsdorf und Swinemünde von Rolf Marbot, Fritz German und Armin Robinson.